# 1958
1958 (MCMLVIII) byl rok, který dle gregoriánského kalendáře započal středou.

## Události
Automatický abecedně řazený seznam viz Kategorie:Události roku 1958

### Československo
- 13. února – Ústřední výbor KSČ vydal tajnou směrnici, jež stanovovala třídní původ studentů jako rozhodné kritérium pro přijímací řízení na střední a vysoké školy.
- 18.–21. června – V Praze proběhl XI. sjezd KSČ, kde byl generálním tajemníkem znovuzvolen Antonín Novotný.
- 4. července – Na podmočeném náspu u Frýdlantu spadla lokomotiva do řeky Smědá a zahynuli 3 lidé.
- 12. července – Sloučením Jiskry a Slavoje Liberec vznikl fotbalový klub FC Slovan Liberec.
- 17. října – Byl schválen Zákon o trvalém usídlení kočujících osob.
- 9. listopadu – V nově založeném Divadle Na zábradlí byla uvedena divadelní hra Kdyby tisíc klarinetů.
- 12. prosince – Vznikl Kriminalistický ústav HS VB rozšířením Vědeckotechnického odboru HS VB a stal se ústředním orgánem pro výkon kriminalistických expertiz na území ČSR.
- Chráněné území Boubínský prales bylo u příležitosti 100. výročí jeho ochrany rozšířeno na 666 ha.
- Byla zahájena Rozsypalova reforma.
- Jana Brejchová v roce 1958 vyhlášena domácí Herečkou roku

### Svět
- 1. ledna – Vzniklo Evropské hospodářské společenství.
- 3. ledna – Vznik Západoindická federace.
- 3. února – Zástupci Belgie, Nizozemska a Lucemburska podepsaly smlouvu o vzniku Beneluxu s platností od 1. ledna 1960.
- 6. února – Při letecké nehodě na mnichovském letišti zemřelo 23 pasažérů, z toho osm hráčů klubu Manchester United.
- 22. února – Egypt a Sýrie vyhlásili společnou Sjednocenou arabskou republiku. V roce 1961 zanikla.
- 27. března – První tajemník Komunistické strany Sovětského svazu Nikita Chruščov se stal zároveň předsedou rady ministrů SSSR a de facto hlavou státu.
- 17. dubna – 19. listopadu se v Bruselu konala světová výstava Expo 58. Expozice v československém pavilonu byla oceněna Zlatou hvězdou.
- 1. června – Charles de Gaulle se stal francouzským premiérem.
- 13. června – Zástupci Československa a Polska ve Varšavě podepsali smlouvu o konečném vytyčení státních hranic, čímž byl ukončen 40 let starý spor o Těšínsko.
- 16. června – V Budapešti byl popraven vůdce Maďarského povstání a bývalý premiér Imre Nagy.

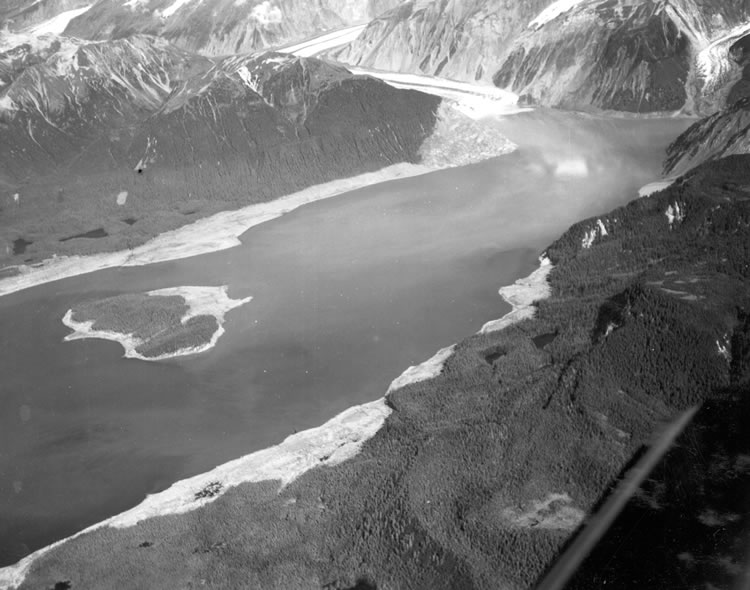
Megatsunami poškozené pobřeží fjordu Lituya Bay.

- 9. červenec – Zemětřesením způsobený sesuv 30 milionů m³ hornin v aljašském fjordu Lituya Bay vytvořil lokální megatsunami, které v místě vzniku dosáhlo výšky 524 m, čímž se stalo nejvyšší zaznamenanou vlnou. Zemřelo 5 osob. Následky, v podobě viditelné linie mezi mladšími a staršími stromy, jsou patrné až dodnes.
- 14. července – Při státním převratu v Iráku byl zastřelen poslední král Fajsal II. s rodinou,
- 10. srpna – Za přítomnosti Nikity Chruščova byla oficiálně dána do provozu Kujbyševská přehrada, do té doby největší přehrada světa.
- 1. září – 12. listopad – První „tresčí válka“ mezi Velkou Británií a Islandem
- 25. září – Ustanoven jako Mezinárodní den neslyšících
- 28. září – Ve francouzském referendu se 82,6 % voličů vyslovilo pro přijetí nové ústavy a vznik Páté Francouzské republiky.
- 5. října – Ve Francii vstoupila v platnost nová ústava.
- 9. října – Zemřel papež Pius XII.
- 28. října – Papežem byl zvolen Jan XXIII., který do úřadu nastoupil 4. listopadu a úřad zastával do roku 1963.
- 23. a 30. listopadu – Ve dvoukolových volbách do francouzského Národní shromáždění zvítězila Unie pro novou republiku pod vedením Charlese de Gaulla.
- 1. prosinec
  - Adolfo López Mateos se stal 48. mexickým prezidentem.
  - Při požáru na Our Lady of the Angels School v Chicagu zahynulo 92 žáků a 3 řeholnice.
- Konal se první světový šampionát žen v cyklistice
- Byla vytvořena federace Západoindických ostrovů, kterou tvořily kolonie Jamajka, Trinidad, Tobago, Barbados, Dominica, Montserrat, Grenada, Santa Lucia, Saint Vincent, Saint Kitts, Nevid, Anguilla, Antigua a Kajmanské ostrovy. Označení federace vycházelo z tradičního názvu zdejších ostrovů, jež vzniklo kvůli omylu Kryštofa Kolumba, který byl přesvědčen, že doplul k Indii. Federace byla rozpuštěna poté, co Trinidad a Tobago vyhlásily nezávislost 1962.
- Káva Tchibo Gold Mocca se stává nejprodávanější kávou na německém trhu

### Probíhající události
- 1953–1959 Kubánská revoluce
- 1954–1962 Alžírská válka
- 1955–1972 První súdánská občanská válka
- 1955–1975 Válka ve Vietnamu

## Vědy a umění
- Hudební svět: Johnny Cash zpíval v Town Hall Party roku 1958 I walk the line.
- 15. ledna – Ivan Vyskočil a Jiří Suchý začali pořádat v Redutě tzv. „textappely“.
- 31. ledna – USA vypustily svou první umělou družici Explorer 1.
- 15. května – Sovětský svaz vypustil družici Sputnik 3. Obíhal do 6. dubna 1960.
- 29. července – V USA byl zákonem National Aeronautics and Space Act of 1958 založen Národní úřad pro letectví a kosmonautiku USA (NASA).[1]
- 10. srpna – ukončena výstavba volžské hydroelektrárny V. I. Lenina. Přehrada byla 1681 m dlouhá, kapacita 20 turbín byla 2 300 000 kW.
- 8. října – Implantace prvního kardiostimulátoru – vyvinut a vyroben ve společnosti Siemens-Elema ve Švédsku (dr. A. Senning spolu s inženýrem R. Elmquistem).
- Enric Bernat Fontlladosa – první, kdo v roce 1958 začal s výrobou lízátek na tyčce a později si svůj nápad nechal patentovat. Obal lízátka značky Chupa Chups navrhl španělský surrealistický umělec Salvador Dalí.
- Firma Bosch uspěla se svou první automatickou pračkou.
- Do sériové výroby přešel v závodu Přesné strojírenství Samopal vzor 58 vyvinutý Jiřím Čermákem a Ing. Bohuslavem Novotným.
- Společnost GE Lighting vynalezla halogenové žárovky.
- Instantní nudle Ando vynalezl Tchajwanec s japonským občanstvím Momofuku Ando, kterému se přezdívalo Mr. Noodle. Druhý výrobek Cup Noodles ho proslavil. Andova práce byla oceněna i japonským císařem. Firma Nissin nyní prodává kolem 20 miliard balíčků ročně.[2][3]
- Jack Kilby (nositel Nobelovy ceny za fyziku) ze společnosti Texas Instruments vynalezl integrovaný obvod (oscilátor). Nezávisle na něm dospěl ke stejnému výsledku i Robert Noyce, jeden z pozdějších zakladatelů společnosti Intel.
- První platební karta American Express byla vydána na podzim roku 1958, byla z papíru a měla fialovou barvu. O rok později se začaly z bezpečnostních důvodů vydávat karty z plastu.
- Firma Mattel získala patent na panenku Barbie.[4][5]
- Vynalezena hmoždinka S ve firmě založené Arturem Fischerem.[6]
- Závody Škoda v Plzni vyrobily svoji první lokomotivu se spalovací turbínou TL 659.001 s mechanickým přenosem a výkonem 2350 kW.[7]
- Byly vyvinuty smrštitelné fólie smíšením polystyrénu se syntetickou gumou.
- Vznikl první automobil Subaru, zhruba o velikosti Fiatu 500.
- Byl objeven chemický prvek nobelium.
- Sestrojení radaru, jehož elektromagnetické záření bylo dostatečně silné, aby proniklo například vrstvou ledovce, pomohlo k lepšímu zmapování zemského povrchu.
- V Pyrenejích byla uvedena do provozu sluneční pec s výkonem 1000 kW
- 1958–1962 výstavba atomové elektrárny v Čeljabinsku se šesti bloky o jednotlivém bloku 100 MW
- Od 1. července 1957 do konce roku 1958 probíhal Mezinárodní geofyzikální rok.

### Knihy
- Chinua Achebe – Svět se rozpadá
- Brian Aldiss – Nonstop
- Truman Capote – Snídaně u Tiffanyho
- Arthur Hailey – Let do nebezpečí
- Agatha Christie – Zkouška neviny
- Jack Kerouac – Dharmoví tuláci
- Jack Kerouac – PodzemníciPodzemníci
- Ladislav Mikeš Pařízek – Prales leopardů
- Eduard Petiška – Staré české báje a pověsti
- Eduard Petiška – Staré řecké báje a pověsti
- Josef Škvorecký – ZbabělciZbabělci
- Leon Uris – ExodusExodus
- Bruno Apitz – Nahý mezi vlky
- Evan Hunter – Vrahův žold

## Nobelova cena
- Nobelova cena za fyziku – Pavel Alexejevič Čerenkov, Ilja Frank, Igor Jevgeněvič Tamm
- Nobelova cena za chemii – Frederick Sanger
- Nobelova cena za fyziologii a lékařství – George Wells Beadle, Edward Lawrie Tatum, Joshua Lederberg
- Nobelova cena za literaturu – Boris Leonidovič Pasternak
- Nobelova cena za mír – Dominique Pire

## Narození

### Česko

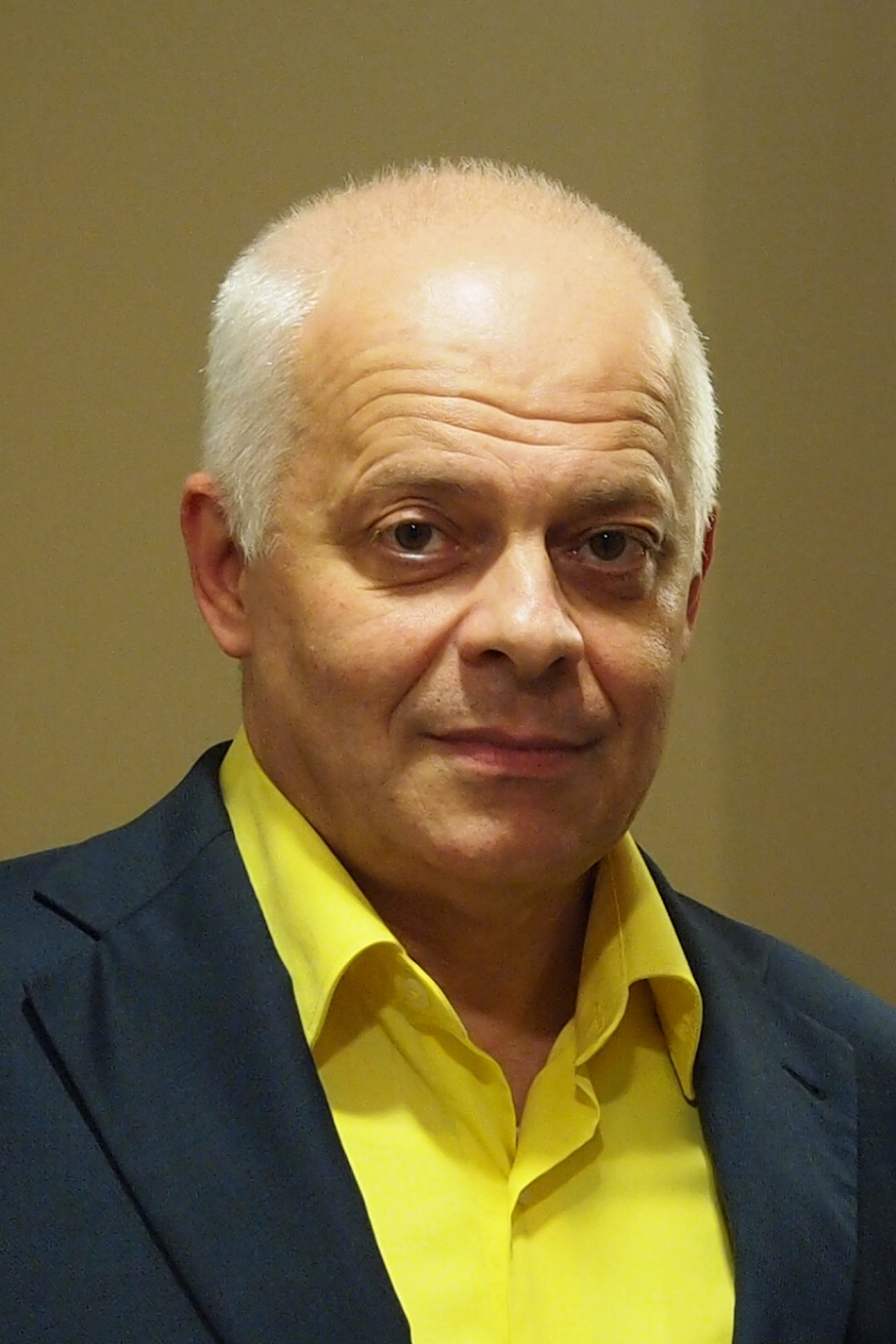
Bohumil Klepl (* 31. března)

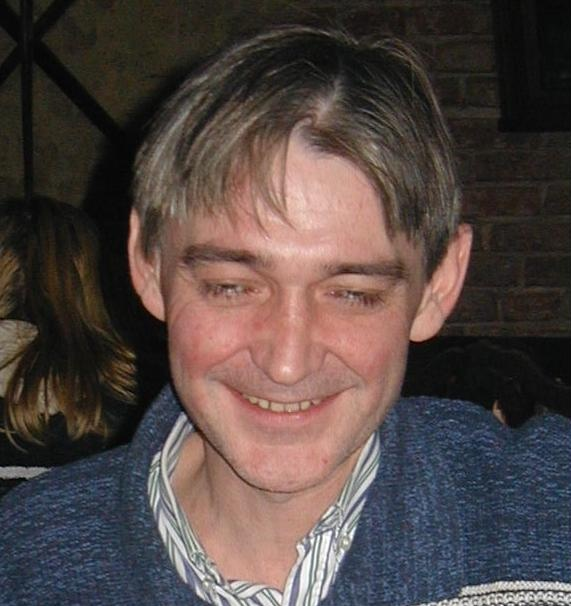
Vladimír Dlouhý (* 10. června)

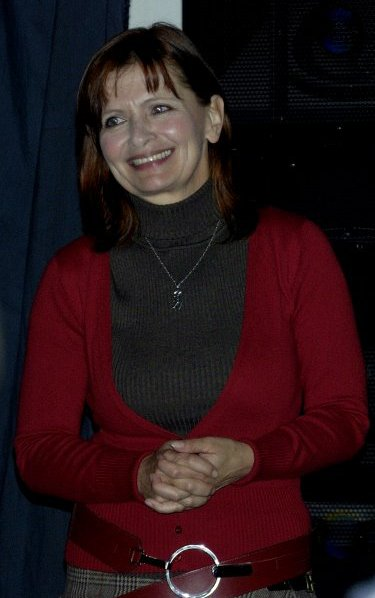
Ljuba Krbová (* 5. července)

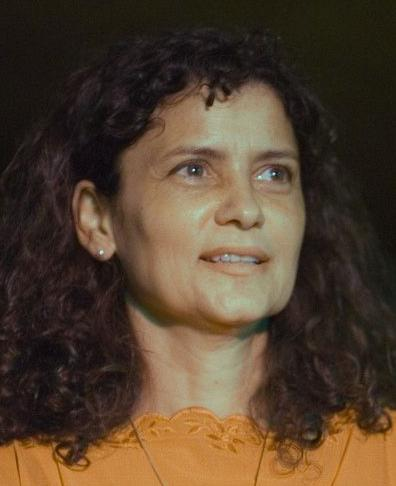
Iva Bittová (* 22. července)

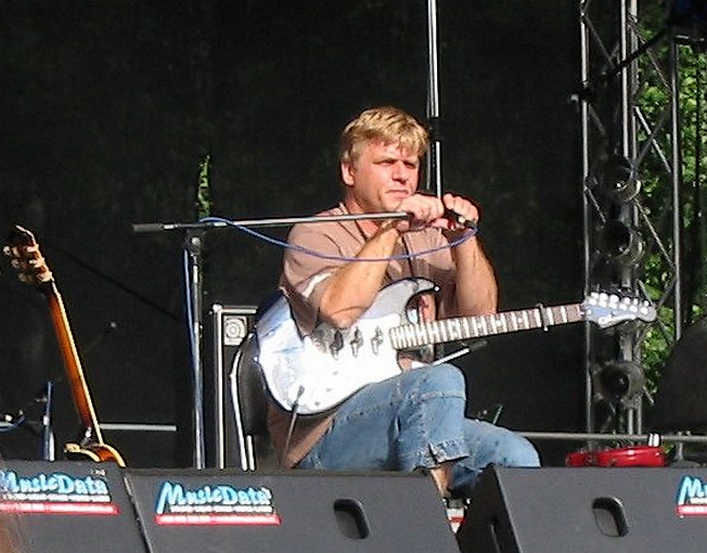
Karel Plíhal (* 23. srpna)

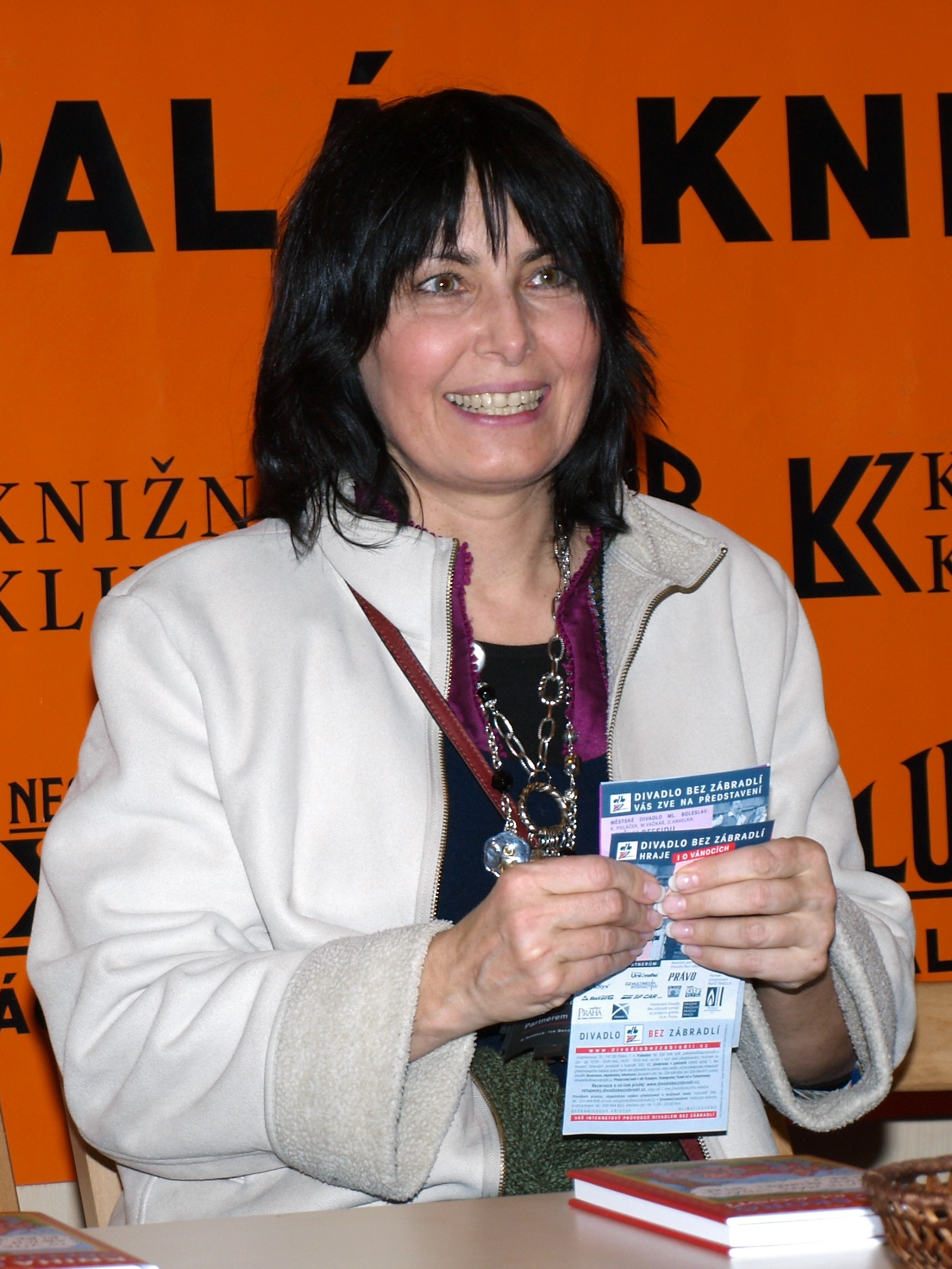
Zora Jandová (* 6. září)

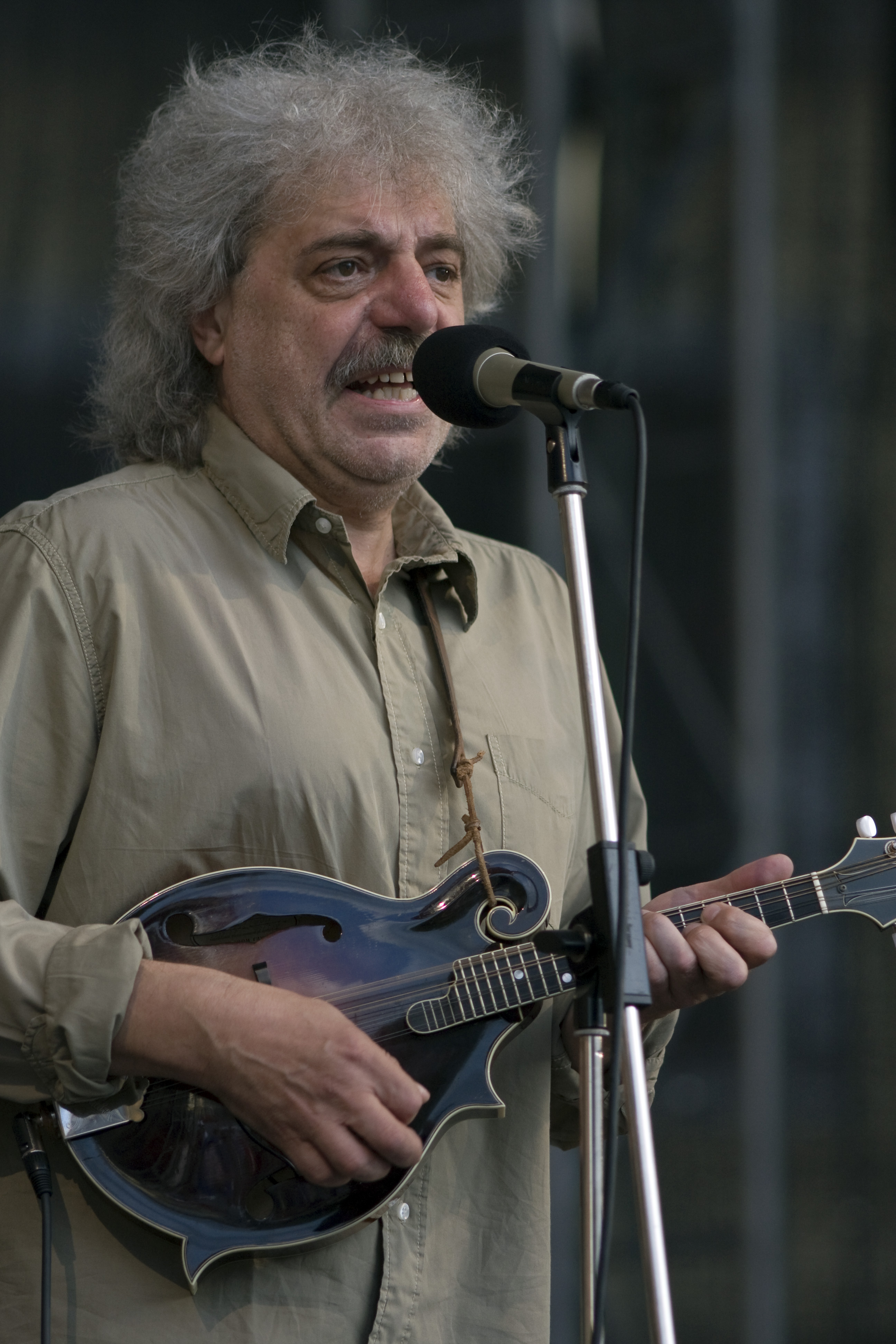
Robert Křesťan (* 16. září)

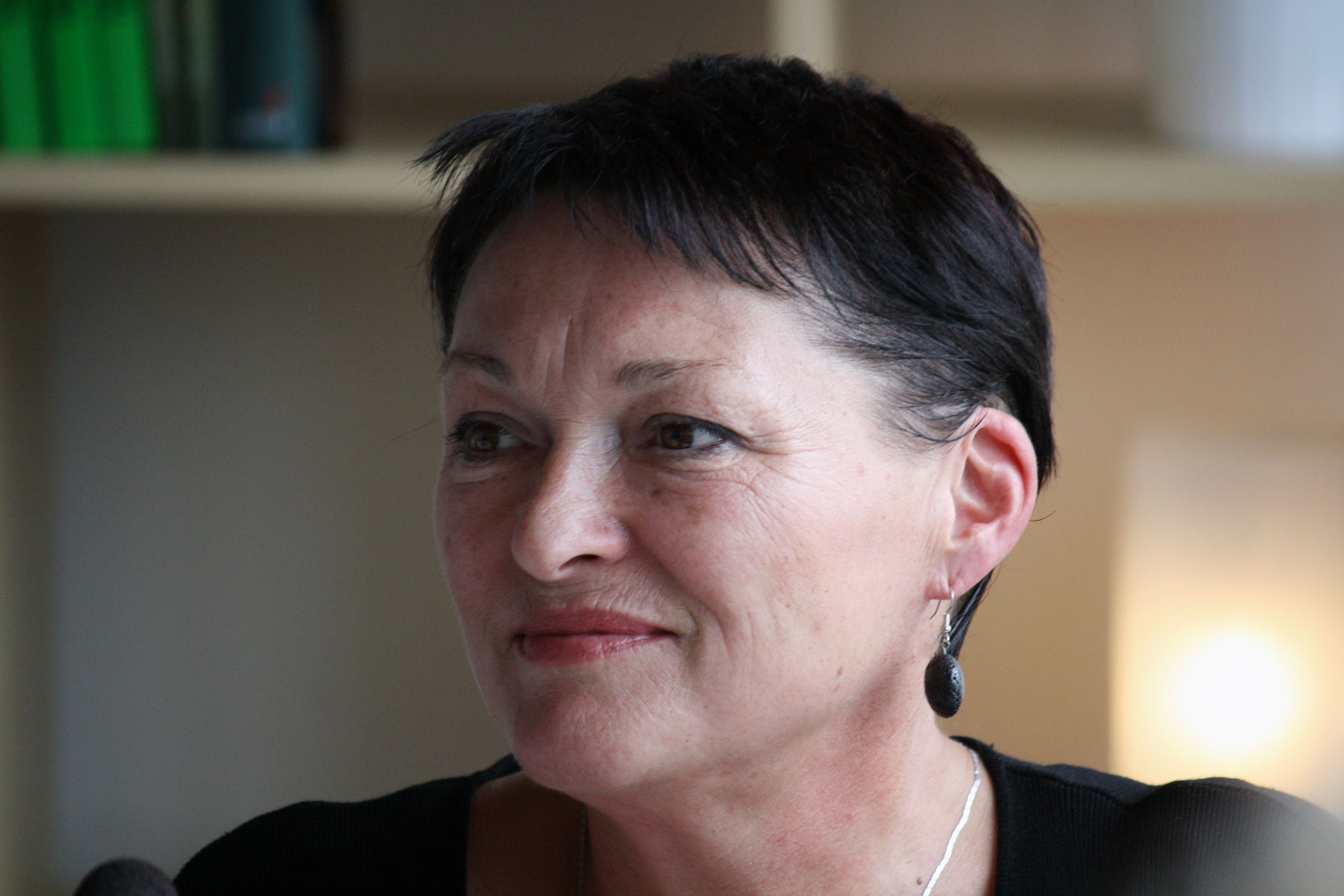
Valérie Zawadská (* 19. září)

- 5. ledna – Jiří Hrdina, lední hokejista
- 18. ledna – Jiří Kašný, teolog
- 19. ledna – Milena Bartlová, historička umění
- 21. ledna – Jiří Weigl, ekonom, vedoucí Kanceláře prezidenta republiky Václava Klause
- 22. ledna – Pavel Spurný, astronom
- 24. ledna
  - Lubor Kasal, básník a publicista
  - Pavel Dumbrovský, žurnalista a moderátor
- 3. února – Antonín Navrátil, dabér
- 13. února – Josef Jarolím, fotbalista
- 17. února – Roman Plachý, výtvarník
- 19. února
  - Daniel Forró, hudební skladatel, klávesista, klavírista a pedagog
  - Aleš Zedník, primátor Ostravy
- 20. února – Karel Srp mladší, kurátor a znalec výtvarného umění
- 27. února – Lubomír Havlák, houslista, primárius Kvarteta Martinů
- 28. února – Viliam Poltikovič, dokumentarista a spisovatel
- 2. března – Libor Novák, politik
- 6. března – Věra Müllerová, klavíristka
- 8. března – Josef Krečmer, violoncellista, pedagog
- 9. března – Michal Hromek, skladatel a kytarista
- 10. března – Kamil Jankovský, ministr pro místní rozvoj ČR
- 14. března – Miloš Petera, hejtman Středočeského kraje
- 16. března – Dana Batulková, herečka
- 17. března – Lubomír Pokluda, fotbalista, zlatá medaile z OH 1980
- 20. března – Petr Svobodný, historik
- 25. března – Emil Hakl, spisovatel
- 31. března
  - Luboš Bělka, buddholog a religionista
  - Bohumil Klepl, herec
- 1. dubna – Lukáš Evžen Martinec, jedenáctý opat starobrněnského augustiniánského kláštera
- 3. dubna
  - Jan Klas, politik
  - Antonín Navrátil, herec
- 4. dubna – Karel Glogr, scénický a kostýmní výtvarník, architekt
- 12. dubna – Karel Stromšík, československý fotbalový reprezentant
- 13. dubna – Karel Müller, archivář, historik a heraldik
- 21. dubna – Jiří Hrubeš, bubeník
- 22. dubna – Emil Pospíšil, folkový kytarista, hráč na sitár, skladatel, zpěvák († 14. října 1994)
- 24. dubna – Jiří Meitner, malíř a grafik
- 1. května – Zbyněk Matějů, hudební skladatel
- 2. května
  - Naděžda Verecká, básnířka, spisovatelka, psychoterapeutka
  - Stanislav Levý, fotbalista
  - Vladimíra Tesařová, sklářská výtvarnice
- 13. května – Hana Machková, ekonomka a rektorka Vysoké školy ekonomické v Praze
- 15. května – Vít Sázavský, kytarista, violista a hudební aranžér
- 21. května – Dagmar Mocná, literární teoretička a historička
- 23. května – Jiří Jelínek, baskytarista
- 25. května – Vlastimil Bařinka, politik
- 27. května – Petr Balajka, bohemista, polonista, spisovatel a fotograf
- 28. května
  - František Straka, fotbalový trenér a bývalý československý reprezentant
  - Ladislav Šerý, spisovatel, filozof a překladatel
- 30. května – Jan Balej, režisér loutkových filmů
- 1. června – Milan Princ, básník a textař
- 2. června – Oto Linhart, publicista, spisovatel a básník
- 3. června – Petr Kracik, divadelní režisér
- 4. června – Michal Pavlík, violoncellista skupiny Čechomor
- 7. června – Karel Melzoch, biotechnolog, rektor VŠCHT v Praze
- 10. června
  - Petr Lepša, herec, překladatel a malíř
  - Vladimír Dlouhý, herec († 20. června 2010)
- 11. června – Miroslava Šafránková, herečka
- 14. června – Jiří Hromada, herec a gay aktivista († 14. října 2024)
- 15. června – Miroslav Ševčík, děkan Národohospodářské fakulty Vysoké školy ekonomické v Praze
- 20. června – Vít Beran, pedagog
- 3. července – Jiří Sulženko, operní pěvec – basista
- 5. července – Ljuba Krbová, herečka a sportovkyně
- 10. července – Martin Havelka, divadelní a filmový herec
- 13. července – Martin Suchánek, scenárista a režisér
- 19. července – Jiří Hanych, režisér
- 22. července – Iva Bittová, zpěvačka, houslistka a herečka
- 23. července – Břetislav Rychlík, herec, scenárista a režisér
- 27. července – Martin Kolár, herec a režisér českého znění († 24. srpna 2010)
- 1. srpna – Ivan Helekal, akademický malíř, grafik
- 6. srpna – Stanislav Komárek, biolog, filosof a spisovatel
- 9. srpna – Dagmar Švubová, běžkyně na lyžích, stříbro na OH 1984
- 11. srpna – Josef Bečvář, náčelník Generálního štábu Armády České republiky
- 18. srpna – Miroslav Ouzký, lékař a politik
- 21. srpna – Petr Rada, fotbalista a fotbalový trenér
- 23. srpna – Karel Plíhal, kytarista, zpěvák, skladatel, textař, básník
- 31. srpna – Radan Wagner, malíř, historik umění, kurátor
- 1. září – Alena Hanáková, ministryně kultury ČR
- 5. září – Pavel Kysilka, pověřený guvernér ČNB
- 6. září – Zora Jandová, sportovkyně, textařka, skladatelka, moderátorka, herečka a zpěvačka
- 7. září
  - Ladislav Metelka, klimatolog
  - Ján Zákopčaník, meteorolog († 22. června 2022)
- 16. září – Robert Křesťan, zpěvák, mandolinista, skladatel a překladatel
- 19. září – Valérie Zawadská, herečka
- 25. září
  - Ladislav Skopal, politik
  - Jan Vokál, 25. biskup královéhradecký
- 28. září – Pavel Besta, malíř
- 6. října – Alena Mrázová, spisovatelka, překladatelka a vysokoškolská pedagožka
- 8. října – Eva Salzmannová, herečka a divadelní pedagožka
- 13. října – Jaroslav Achab Haidler, herec, překladatel, fotograf
- 14. října – Vladimír Valenta, hlavní hygienik České republiky
- 15. října – Milan Urban, ministr průmyslu a obchodu ČR
- 28. října – Štěpán Markovič, saxofonista, skladatel a pedagog
- 4. listopadu – Hana Sorrosová, textařka a překladatelka
- 11. listopadu – Jiří Štrébl, herec
- 26. listopadu – Karel Oliva, jazykovědec, ředitel Ústavu pro jazyk český AV ČR
- 28. listopadu – Martin Přibáň, pedagog, historik a politik
- 29. listopadu – Václav Z. J. Pinkava, malíř, hudebník, básník i překladatel
- 1. prosince – Martin Zahálka, herec
- 11. prosince – Regina Maršíková, tenistka
- 19. prosince – Jiří Sádlo, přírodovědec a biolog
- 26. prosince – Aleš Jarý, herec († 4. července 2015)

### Svět

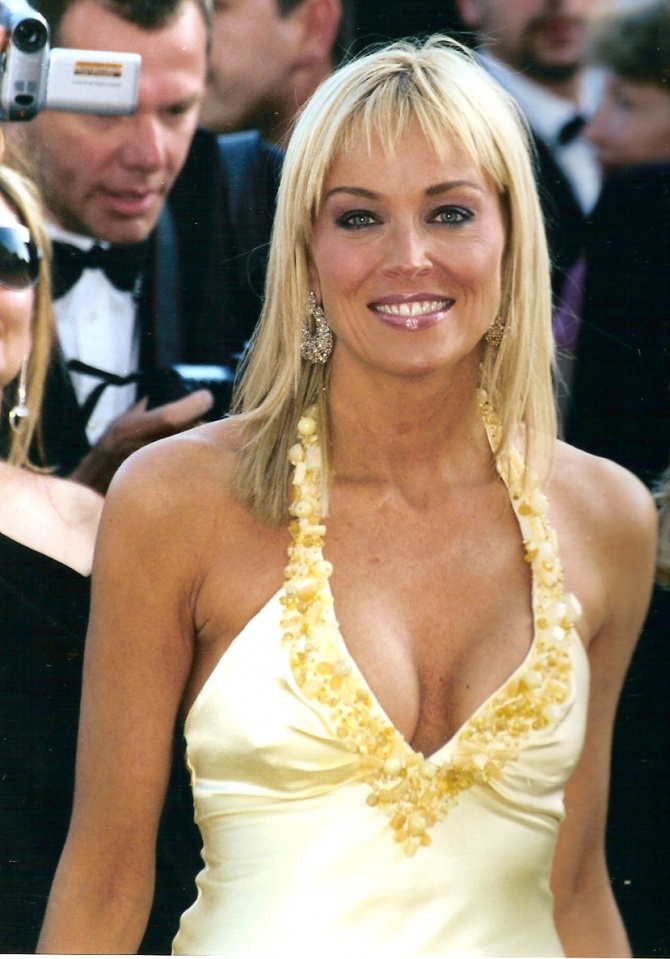
Sharon Stoneová (* 10. března)

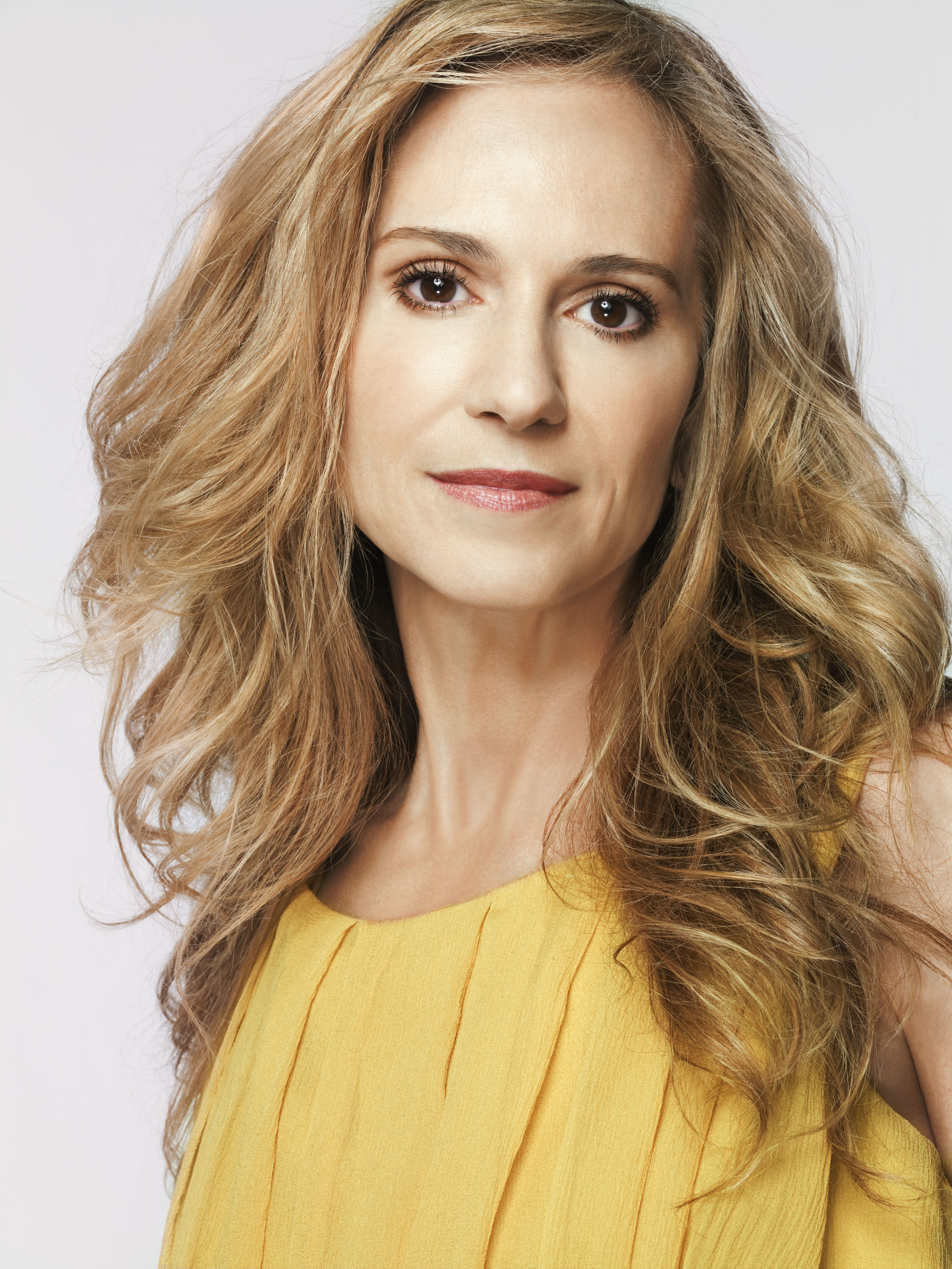
Holly Hunter (* 20. března)

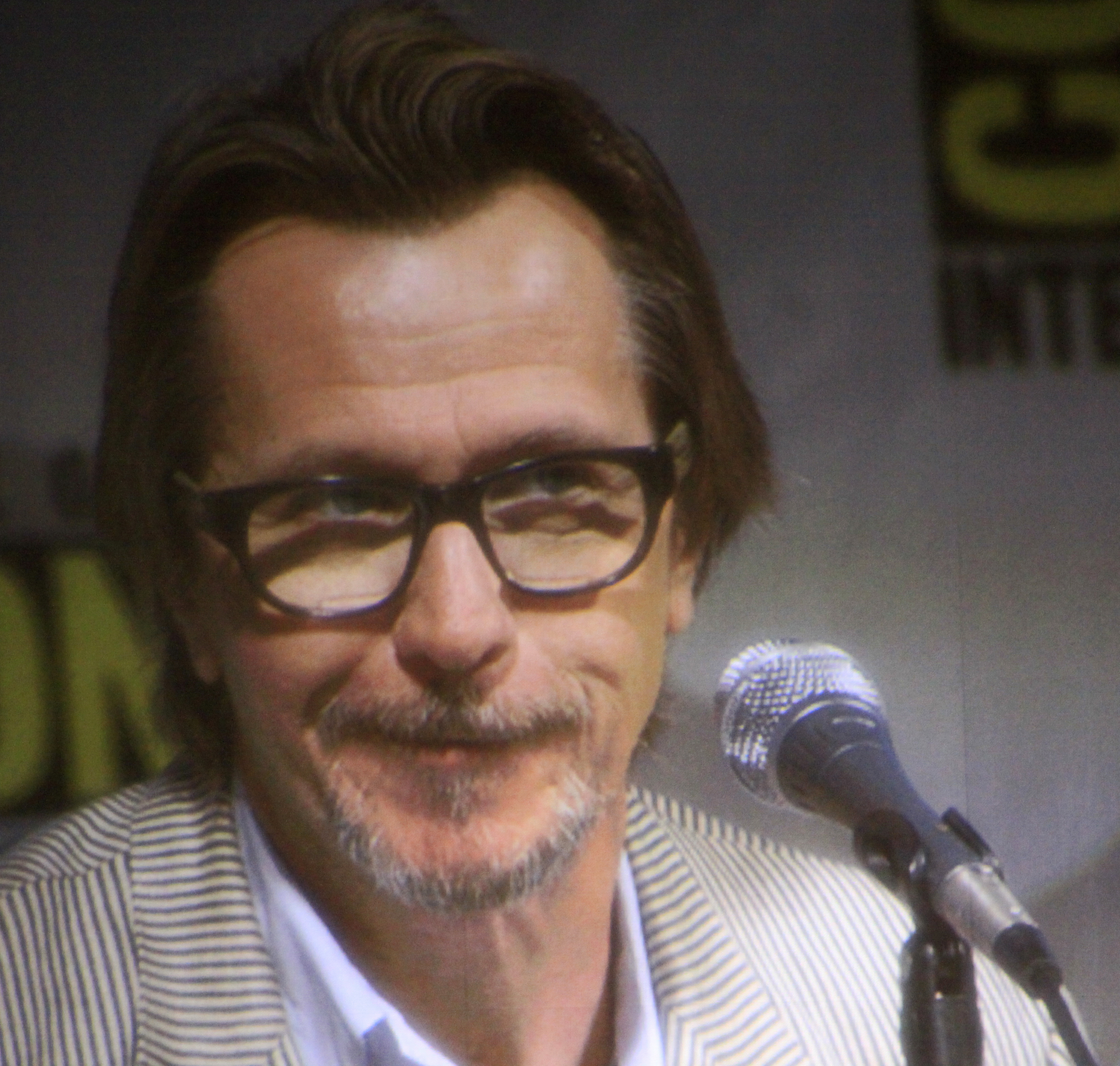
Gary Oldman (* 21. března)

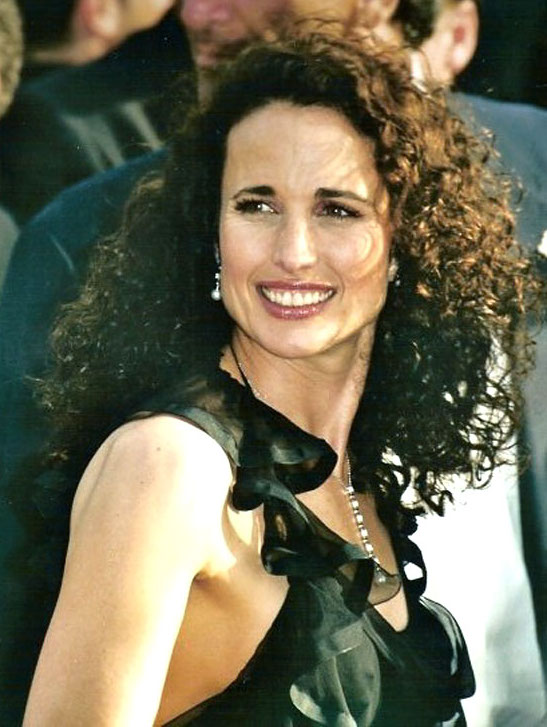
Andie MacDowell (* 21. dubna)

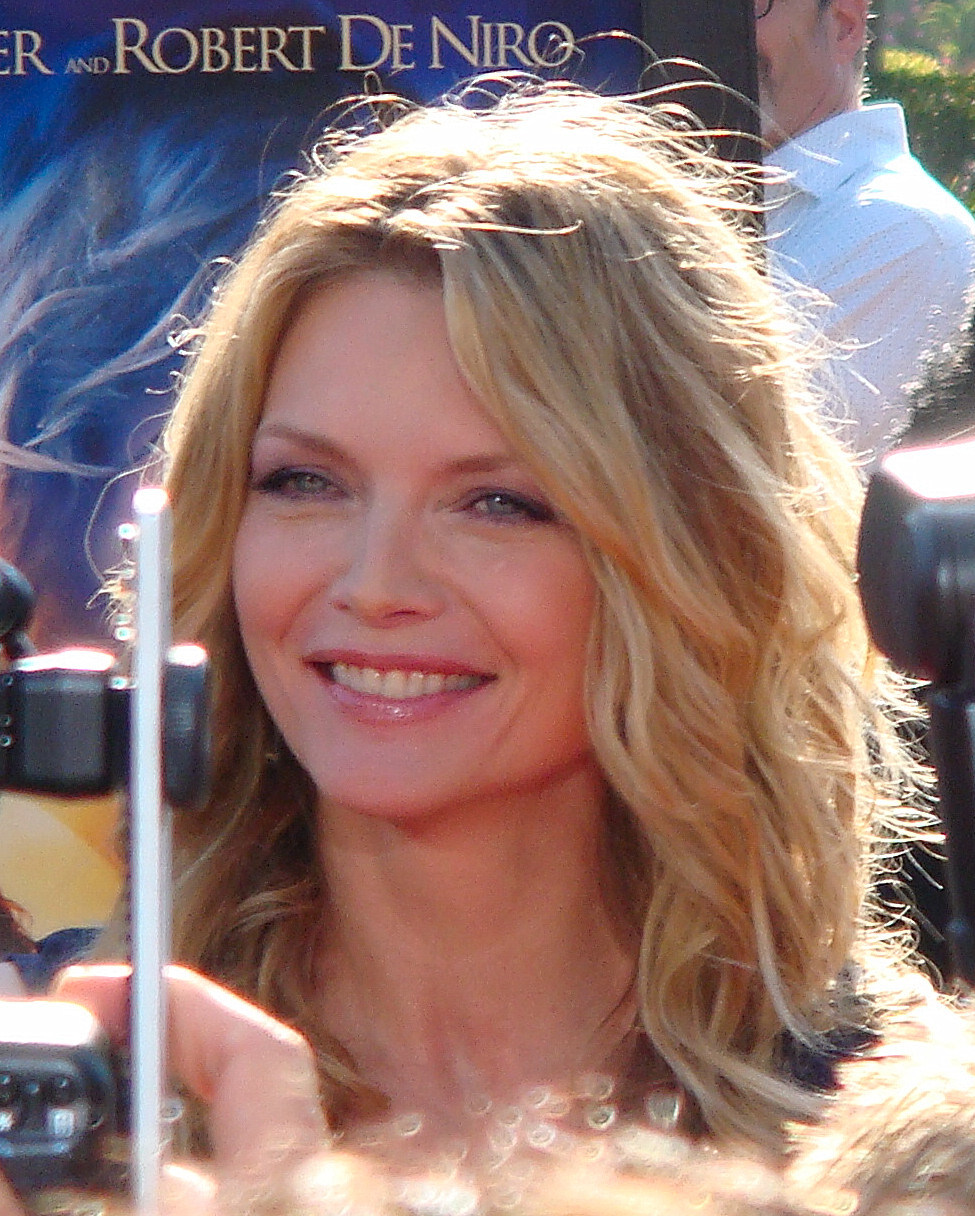
Michelle Pfeifferová (* 29. dubna)

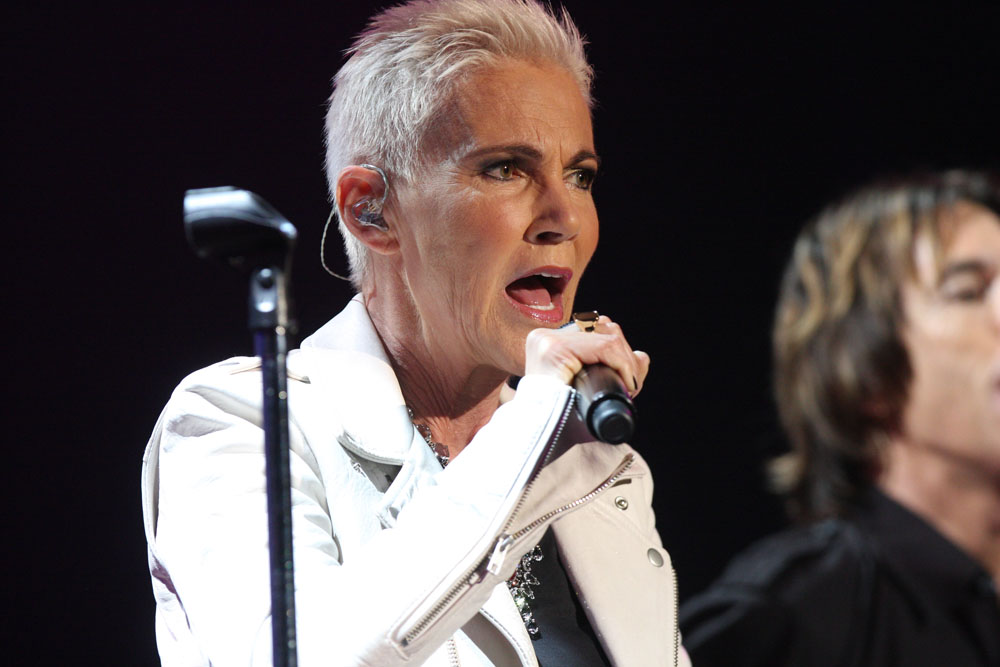
Marie Fredrikssonová (* 30. května)

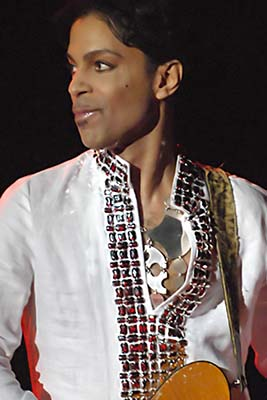
Prince (* 7. června)

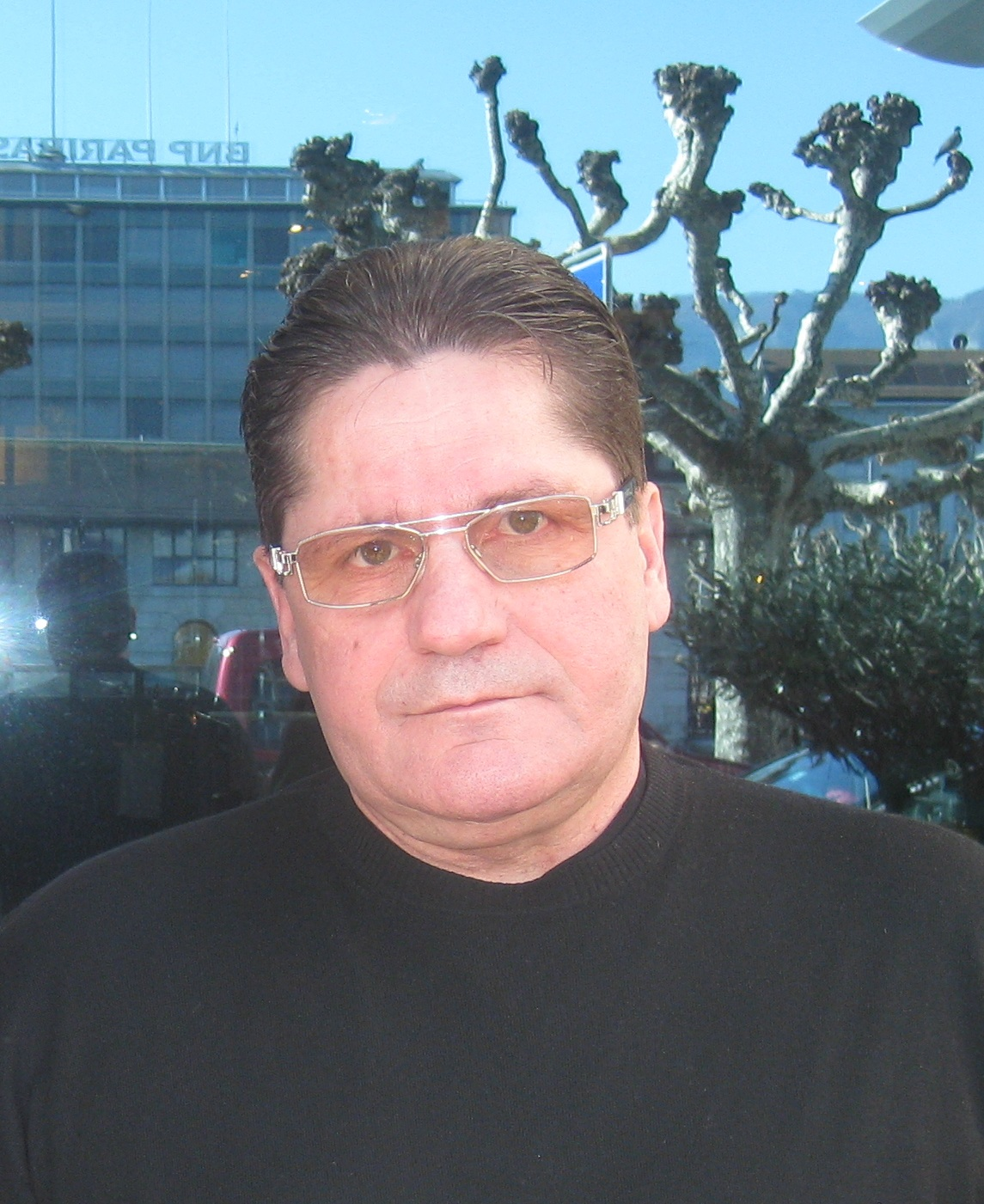
Sergej Makarov (* 19. června)

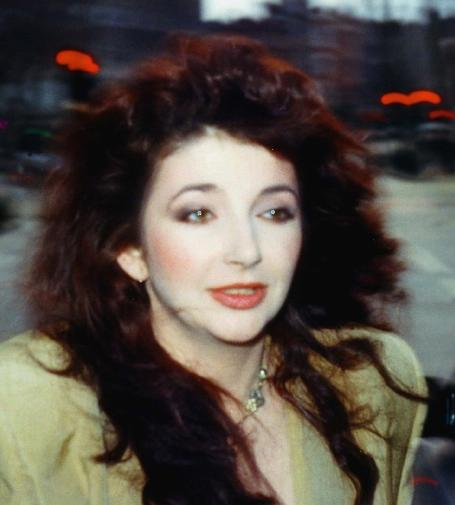
Kate Bushová (* 30. července)

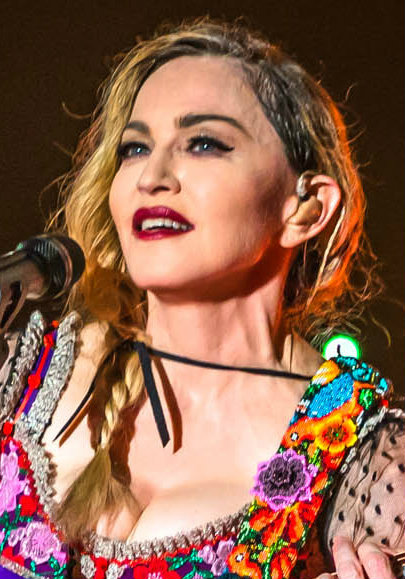
Madonna (* 16. srpna)

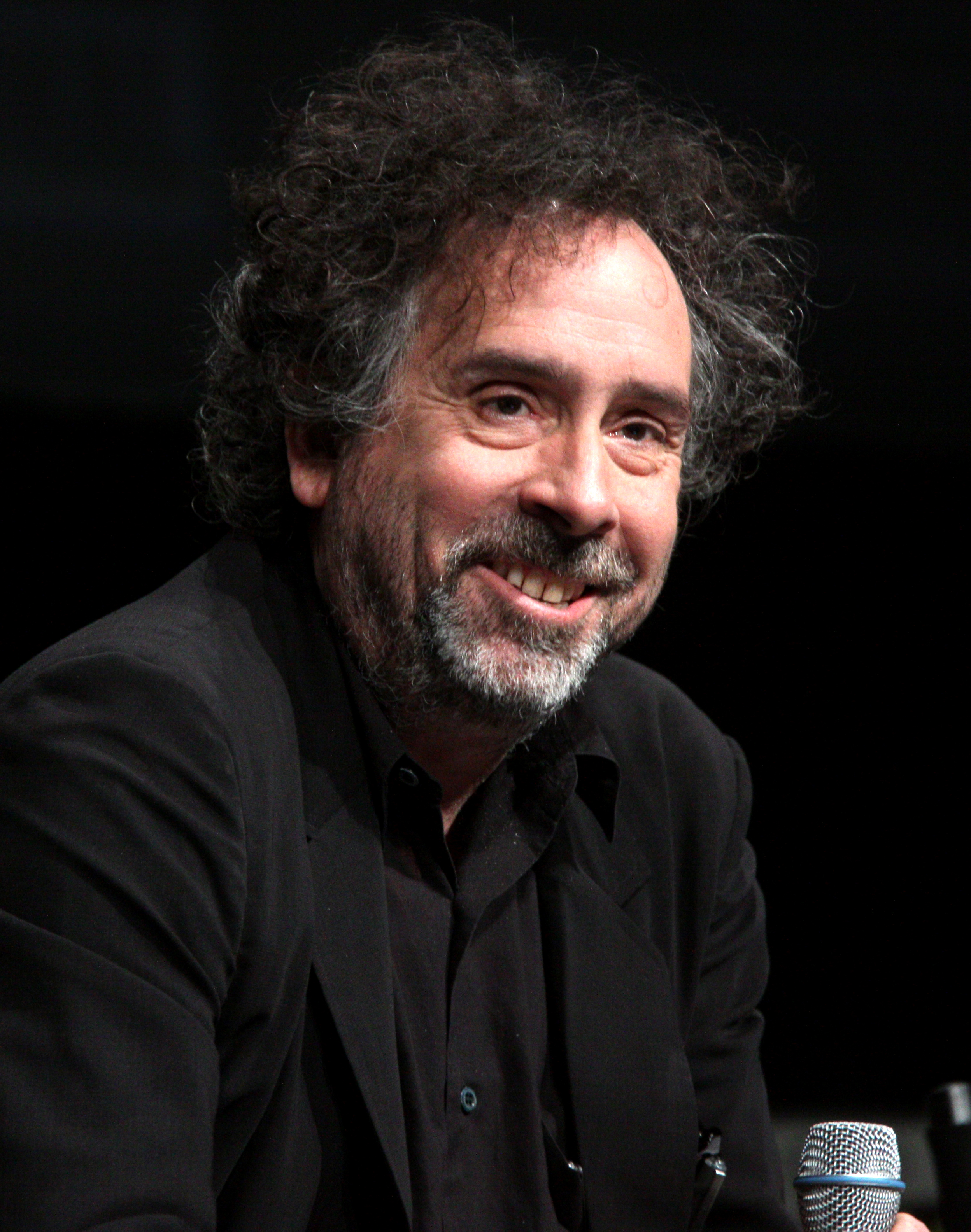
Tim Burton (* 25. srpna)

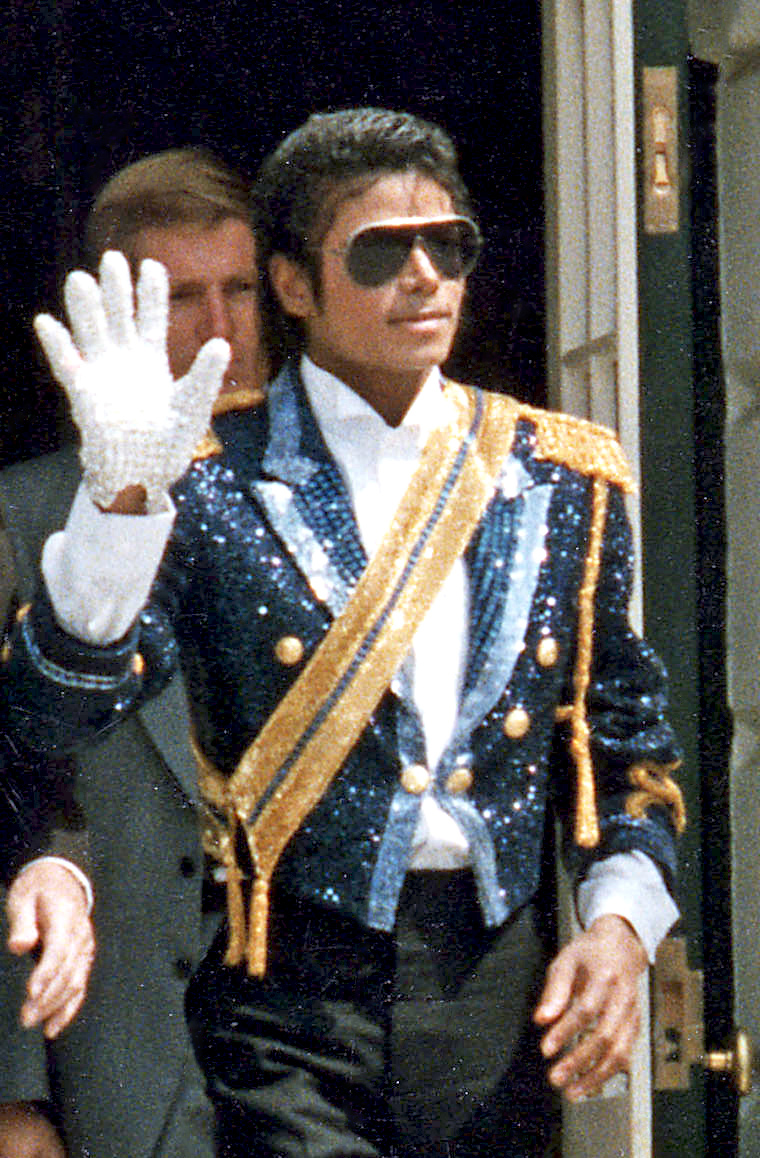
Michael Jackson (* 29. srpna)

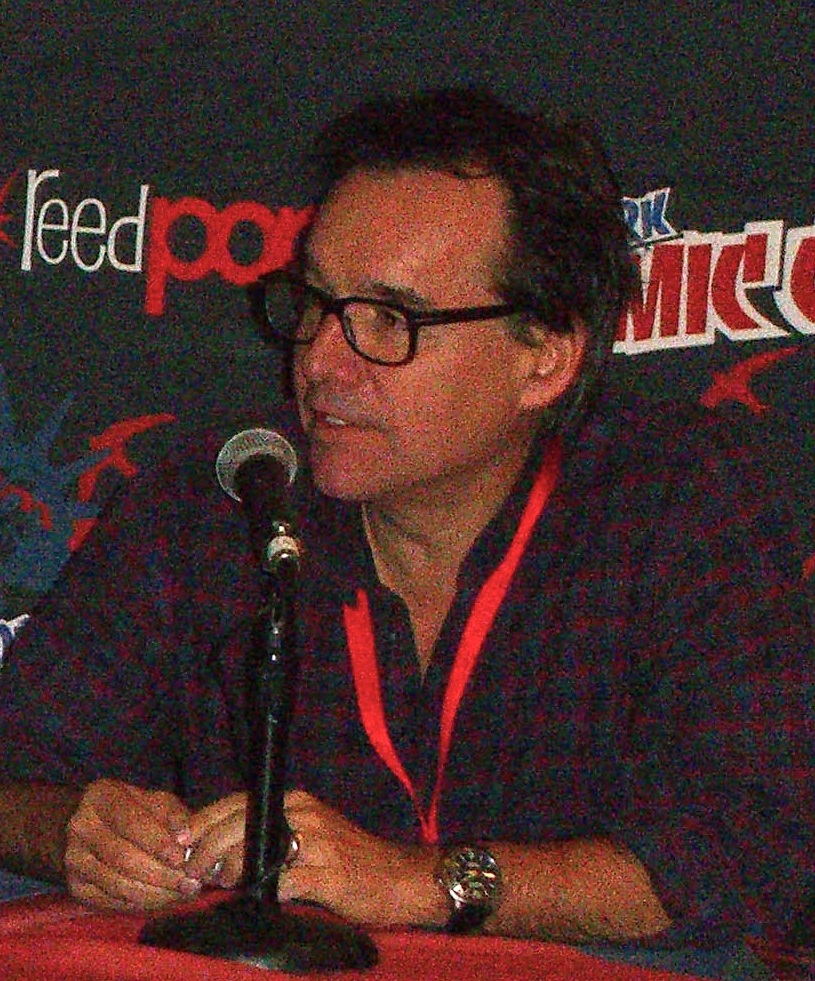
Chris Columbus (* 10. září)

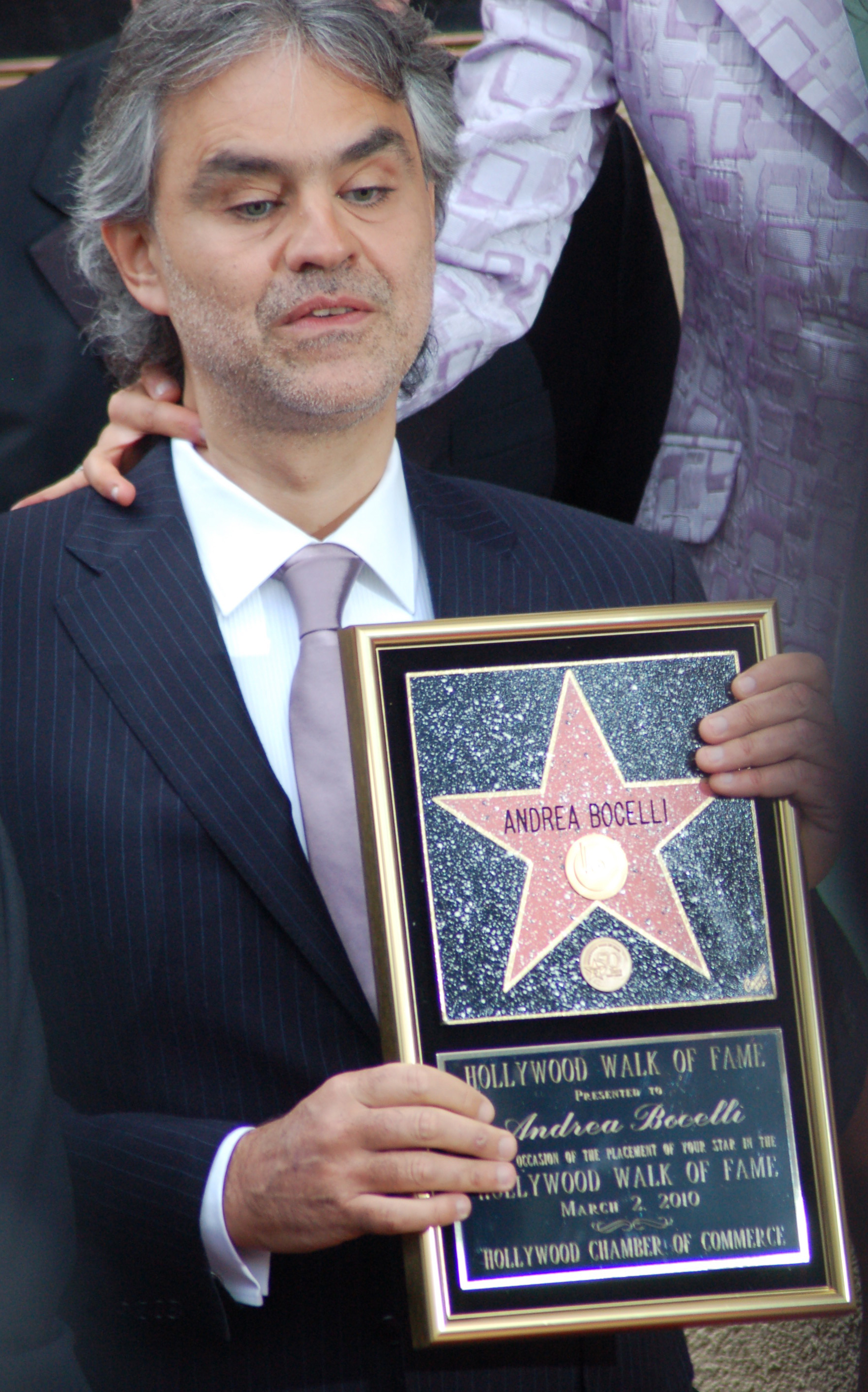
Andrea Bocelli (* 22. září)

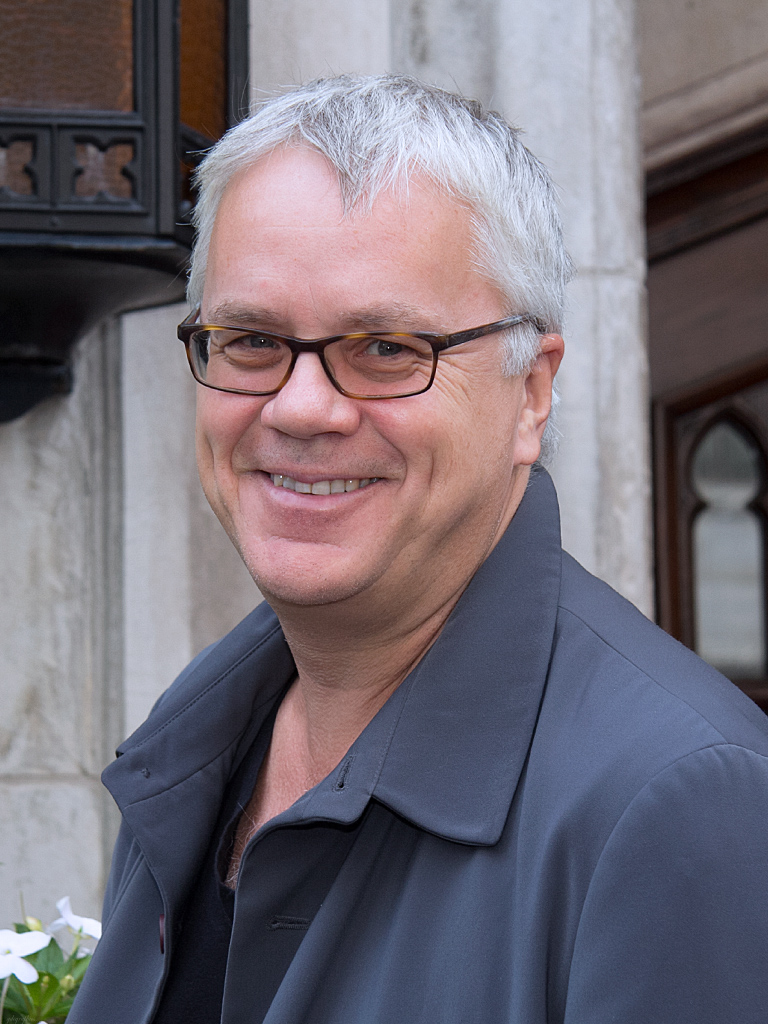
Tim Robbins (* 16. října)

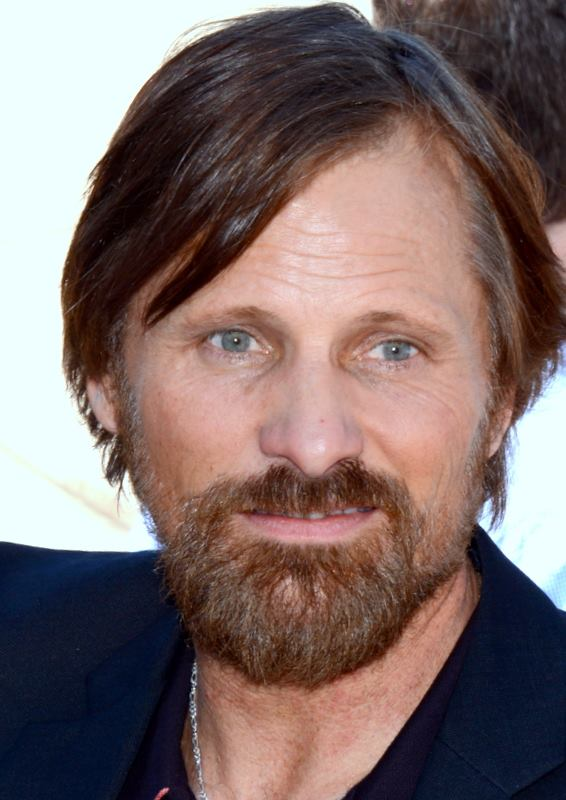
Viggo Mortensen (* 20. října)

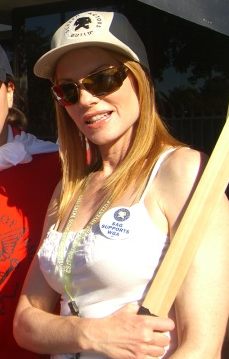
Marg Helgenberger (* 16. listopadu)

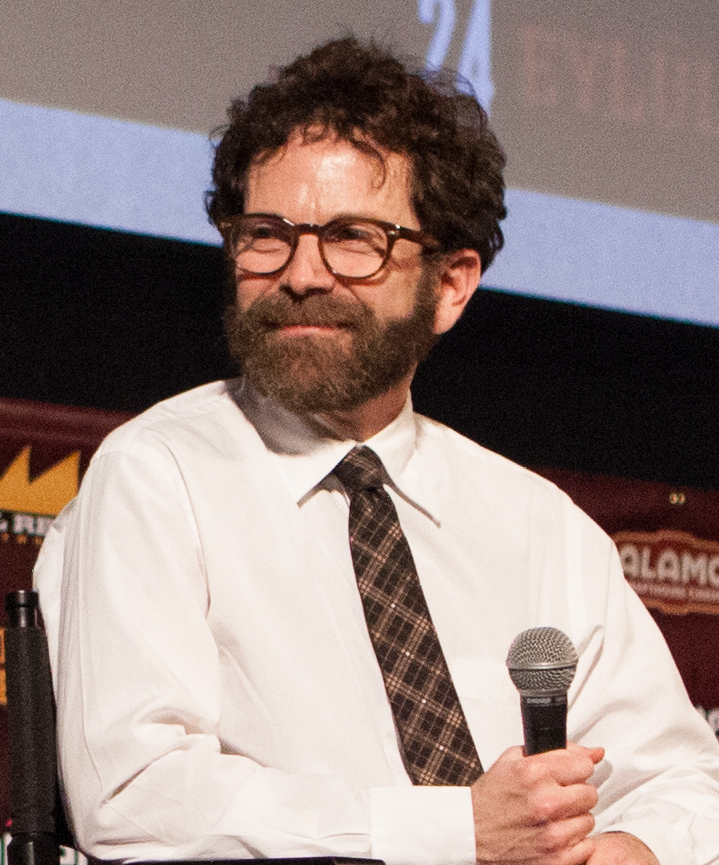
Charlie Kaufman (* 19. listopadu)

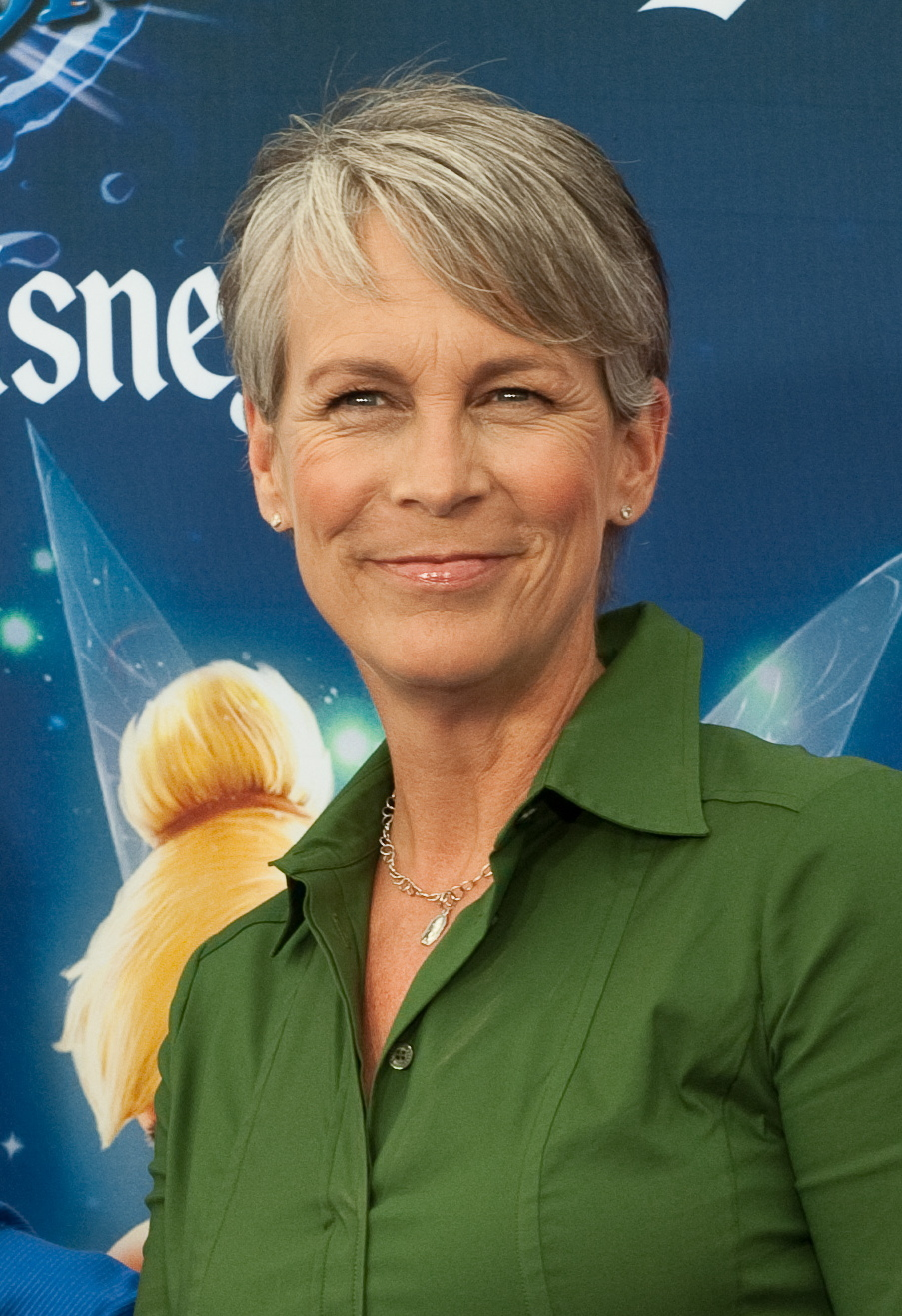
Jamie Lee Curtis (* 22. listopadu)

- 3. ledna – Jānis Ķipurs, lotyšský bobista, olympijský vítěz
- 5. ledna – Ion Draica, rumunský reprezentant v zápase, olympijský vítěz
- 6. ledna – Ljudmila Očeretná, ruská filoložka, bývalá manželka Vladimira Putina
- 7. ledna – Rosa Liksomová, finská spisovatelka a fotografka
- 9. ledna – Mehmet Ali Ağca, turecký ultranacionalista, atentát na papeže Jana Pavla II.
- 10. ledna – Ju In-tchak, jihokorejský zápasník, olympijský vítěz
- 13. ledna – Lena Sabine Berg, švýcarská herečka
- 16. ledna
  - Andris Šķēle, premiér Lotyšska
  - Anatolij Bukrejev, kazašský horolezec († 25. prosince 1997)
- 19. ledna – Thomas Gsella, německý satirik a spisovatel
- 20. ledna – Lorenzo Lamas, americký herec a moderátor
- 21. ledna – Michael Wincott, kanadský herec
- 23. ledna – Sergej Litvinov, sovětský olympijský vítěz v hodu kladivem († 19. února 2018)
- 24. ledna – Jools Holland, britský hudebník
- 25. ledna – Alessandro Baricco, italský romanopisec, dramatik
- 26. ledna – Ellen DeGeneresová, americká komička, herečka
- 27. ledna
  - Habib Koité, malijský zpěvák a kytarista
  - Marta Sládečková, slovenská herečka
- 3. února – Angela Lichtenštejnská, manželka lichtenštejnského prince Maxmiliána
- 4. února – Julian Sands, anglický herec († 2023)
- 5. února – Rudi Dolezal, rakouský režisér a filmový producent
- 8. února – Marina Silva, brazilská politička a ekoložka
- 9. února – Bill Evans, americký jazzový saxofonista
- 10. února
  - Thomas Ruff, německý fotograf
  - Maciej Płażyński, maršálek polského Sejmu († 10. dubna 2010)
- 13. února
  - Marc Emery, kanadský aktivista bojující za legalizaci marihuany
  - Derek Riggs, britský umělec
- 15. února
  - Rabah Madžer, alžírský fotbalista
  - Boris Tadić, prezident Srbska
- 18. února – Louise Ritterová, americká olympijská vítězka ve skoku do výšky
- 19. února
  - Helen Fieldingová, britská spisovatelka
  - Theresa Rebeck, americká scenáristka, dramatička a spisovatelka
- 23. února
  - Petro Kraljuk, ukrajinský filozof, spisovatel a publicista
  - David Sylvian, anglický zpěvák, hudebník a hudební skladatel
- 26. února – Michel Houellebecq, francouzský spisovatel
- 27. února – Naas Botha, jihoafrický ragbista
- 28. února – Christina Lathanová, německá olympijská vítězka v běhu na 400 metrů
- 1. března
  - Bertrand Piccard, švýcarský psychiatr a vzduchoplavec
  - Jelena Vajcechovská, sovětská olympijská vítězka ve skocích do vody
- 3. března – Miranda Richardson, britská herečka
- 4. března – Patricia Heaton, americká herečka
- 6. března – Tom Arnold, americký herec a komik
- 7. března – Rik Mayall, anglický komik, scenárista, herec († 9. června 2014)
- 9. března – Sturgis Nikides, americký kytarista a zpěvák
- 10. března – Sharon Stoneová, americká herečka
- 11. března – Deana Horváthová, slovenská herečka
- 13. března – Caryl Phillips, britský černošský spisovatel karibského původu
- 14. března
  - Albert II. Monacký, kníže monacký
  - Reinhard Wolters, německý historik starověku a klasický archeolog
- 18. března – John Elefante, americký skladatel, zpěvák, klávesista, kytarista
- 20. března – Holly Hunter, americká herečka
- 21. března
  - Marlies Göhrová, německá atletka, sprinterka, olympijská vítězka
  - Raul Chadžimba, prezident Abcházie
  - Gary Oldman, britský herec, spisovatel, režisér
- 23. března
  - Steve Fraser, americký zápasník, olympijský vítěz
  - Heinz Zak, rakouský horolezec a fotograf
- 25. března
  - Maria Colónová, kubánská atletka, olympijská vítězka v hodu oštěpem
  - John Maybury, britský filmový režisér
- 26. března – Elio de Angelis, italský automobilový závodník a pianista († 15. května 1986)
- 28. března – Tomas Oneborg, švédský fotograf († 29. března 2020
- 29. března
  - Nouriel Roubini, americký ekonom
  - Cutomu Sonobe, japonský fotbalista
- 31. března
  - Sylvester Groth, německý herec a zpěvák
  - Tony Cox, americký herec
- 3. dubna – Alec Baldwin, americký herec
- 4. dubna – Vičaj Srivadtanaprapcha, thajský mliardář, majitel klubu Leicester City FC (* 27. října 2018)
- 5. dubna
  - Johan Kriek, jihoafrický tenista
  - Daniel Schneidermann, francouzský novinář a spisovatel
- 6. dubna – Chuck Lamb, americký filmový a televizní herec
- 10. dubna – Juval Steinitz, izraelský filosof, akademik a politik
- 11. dubna
  - Eduard Azarjan, arménský gymnasta a sovětský olympionik
  - Ljudmila Kondraťjevová, sovětská, olympijská vítězka v běhu na 100 metrů
- 13. dubna – Joseba Sarrionandia, baskický spisovatel a překladatel
- 14. dubna – Peter Capaldi, skotský herec a režisér
- 15. dubna – Anne Michaels, kanadská spisovatelka
- 20. dubna – Vjačeslav Fetisov, sovětský hokejista
- 21. dubna – Andie MacDowell, americká herečka
- 25. dubna – Fish, skotský progressive rockový zpěvák
- 29. dubna
  - Michelle Pfeifferová, americká herečka
  - Doreen Virtue, americká jasnovidka, léčitelka a spisovatelka
- 3. května – Graham Peter Taylor, britský spisovatel
- 4. května
  - Ghassan Salhab, senegalský filmový režisér a scenárista
  - Keith Haring, americký umělec a společenský aktivista († 16. února 1990)
- 8. května – Michael Kimmelman, americký novinář, umělecký kritik a klavírista
- 10. května – Gaétan Boucher, kanadský rychlobruslař, olympijský vítěz
- 11. května – Brice Hortefeux, francouzský politik
- 12. května – Eric Singer, americký bubeník
- 15. května – Joël Kotek, belgický historik a politolog
- 17. května – Paul Di'Anno, zpěvák britské skupiny Iron Maiden
- 18. května – Toyah Willcox, anglická zpěvačka a herečka
- 20. května – Jane Wiedlinová, americká hudebnice a herečka
- 25. května – Paul Weller, anglický hudebník, zpěvák a skladatel
- 27. května – Claudio Pollio, italský zápasník, olympijský vítěz
- 29. května
  - Annette Beningová, americká herečka
  - Mark Solonin, ruský historik a spisovatel
- 30. května – Marie Fredrikssonová, švédská zpěvačka, skladatelka a pianistka († 9. prosince 2019)
- 1. června
  - Nambaryn Enchbajar, prezident Mongolské republiky
  - Michael Landau, americký kytarista a zpěvák
- 2. června – Lex Luger, americký wrestler
- 3. června – Alí Larídžání, íránský filosof a politik
- 5. června – Avigdor Lieberman, izraelský pravicový politik
- 7. června
  - Prince, americký zpěvák, multiinstrumentalista, textař († 21. dubna 2016)
  - Francesca von Thyssen-Bornemisza, švýcarská sběratelka uměleckých děl
- 8. června – Jakko Jakszyk, britský zpěvák, kytarista
- 11. června – Barry Adamson, anglický popový a rockový hudebník
- 12. června – Meredith Brooks, americká zpěvačka, skladatelka, kytaristka
- 13. června – Sergej Makoveckij, ruský herec
- 14. června
  - Kenny Drew mladší, americký jazzový pianista († 3. srpna 2014)
  - Eric Heiden, americký rychlobruslař a cyklista, olympijský vítěz
  - Robin Llwyd ab Owain, britský básník a spisovatel velšského původu
- 17. června – Jello Biafra, americký zpěvák a politický aktivista
- 19. června – Sergej Makarov, ruský hokejista
- 22. června
  - Bruce Campbell, americký herec
  - Johanna Sinisalo, finská autorka sci-fi a fantasy literatury
- 23. června – Mick Wall, britský hudební kritik a spisovatel
- 25. června – Jig'al Na'or, izraelský herec
- 26. června – Paweł Edelman, polský kameraman
- 29. června – Rosa Motaová, portugalská olympijská vítězka v maratonském běhu
- 30. června
  - Ted McGinley, americký herec
  - Youssef Ziedan, egyptský univerzitní profesor a spisovatel
- 5. července – Veronica Guerin, irská novinářka zavražděná drogovou mafií († 26. června 1996)
- 6. července – Jennifer Saunders, britská herečka, scenáristka a zpěvačka
- 8. července – Kevin Bacon, americký herec a hudebník
- 10. července
  - Fiona Shaw, irská herečka a divadelní a operní režisérka
  - Béla Fleck, americký hráč na banjo a hudební skladatel
- 11. července
  - Ferejdún Abbásí Davání, íránský jaderný fyzik († 13. června 2025)
  - Hugo Sánchez, mexický fotbalový trenér a bývalý fotbalista
- 14. července – Sajpulla Absaidov, sovětský zápasník, olympijský vítěz
- 16. července – Michael Flatley, americký tanečník, choreograf a hudebník
- 19. července – Angharad Tomos, velšská spisovatelka
- 25. července – Thurston Moore, americký muzikant, kytarista, zpěvák
- 26. července – Romy Müllerová, německá sprinterka, olympijská vítězka
- 27. července – Barbara Rudnik, německá herečka († 23. května 2009)
- 28. července
  - Christopher Dean, britský krasobruslař, olympijský vítěz
  - Mladen Grdović, chorvatský zpěvák a skladatel
  - Terry Fox, běžec, zakladatel Maratonu naděje († 28. června 1981)
- 30. července
  - Kate Bushová, anglická zpěvačka, hudebnice a skladatelka
  - Daley Thompson, britský dvojnásobný olympijský vítěz v desetiboji
- 31. července
  - Bill Berry, americký bubeník
  - Andrzej Kostrzewa – polský sportovní šermíř
- 4. srpna – Liao I-wu, čínský spisovatel, hudebník a básník
- 6. srpna – Július Strnisko, slovenský zápasník bronzový na OH 1980 († 20. září 2008)
- 7. srpna
  - Bruce Dickinson, britský zpěvák, skladatel, šermíř a pilot
  - Julian Wadham, britský filmový, televizní a divadelní herec
- 8. srpna – Mauro Maur, italský muzikant a skladatel
- 9. srpna – Amanda Bearse, americká herečka, režisérka
- 11. srpna – Jah Wobble, britský baskytarista
- 15. srpna – Benjamin Zephaniah, britský rastafariánský básník a zpěvák
- 16. srpna
  - Madonna, americká zpěvačka, skladatelka, tanečnice, herečka
  - Steve Sem-Sandberg, švédský spisovatel
- 17. srpna
  - Belinda Carlisle, americká zpěvačka
  - David Koresh, vůdce náboženského hnutí Davidánů († 19. dubna 1993)
- 11. srpna – Gerardo Beltrán, mexický básník a překladatel
- 20. srpna – David O. Russell, americký režisér a scenárista
- 24. srpna – Jen Lien-kche, čínský spisovatel
- 25. srpna – Tim Burton, americký filmový režisér, scenárista, básník
- 28. srpna – Scott Hamilton, americký krasobruslař, olympijský vítěz
- 29. srpna
  - Mick Harvey, australský hudebník-multiinstrumentalista, hudební producent a skladatel
  - Michael Jackson, americký popový zpěvák, skladatel, choreograf, tanečník († 25. června 2009)
- 30. srpna – Anna Politkovská, ruská novinářka, spisovatelka a aktivistka pro lidská práva († 7. října 2006)
- 31. srpna – Serge Blanco, francouzský ragbista
- 1. září – Sergej Garmaš, ruský divadelní a filmový herec ukrajinského původu
- 7. září – Goran Hadžić, srbský generál, prezident Republiky Srbská Krajina († 12. července 2016)
- 10. září – Chris Columbus, americký režisér, producent a scenárista
- 11. září – Roxann Dawsonová, americká herečka, režisérka a producentka
- 14. září – Viliam Klimáček, slovenský spisovatel, režisér, scenárista a herec
- 17. září – Janez Janša, slovinský premiér
- 18. září – Rachid Taha, alžírský zpěvák
- 19. září – Lita Ford, anglická rocková kytaristka a zpěvačka
- 22. září
  - Andrea Bocelli, italský nevidomý tenorista
  - Joan Jett, americká zpěvačka a kytaristka
- 24. září – Kevin Sorbo, americký herec
- 26. září – Robert Kagan, americký historik a odborník na mezinárodní vztahy
- 27. září – Irvine Welsh, britský spisovatel
- 29. září – John Payne, britský hudebník
- 1. října – Ana Caram, brazilská zpěvačka, kytaristka a flétnistka
- 2. října – Dominique Othenin-Girard, švýcarsko-francouzsky filmový režisér a scenárista
- 5. října – Neil deGrasse Tyson, americký astrofyzik
- 6. října – Sergej Mylnikov, ruský hokejový brankář († 20. června 2017)
- 9. října – Al Jourgensen, americký muzikant kubánského původu
- 10. října – John Grunsfeld, americký fyzik a astronaut
- 14. října – Brane Mozetič, slovinský básník, prozaik a překladatel
- 15. října – Stephen Clarke, britský spisovatel a novinář
- 16. října – Tim Robbins, americký herec, scenárista, režisér, producent a muzikant
- 17. října – Howard Alden, americký jazzový kytarista
- 20. října
  - Lynn Flewelling, americká spisovatelka
  - Viggo Mortensen, americký herec
- 21. října
  - Andre Geim, ruský fyzik, nositel Nobelovy ceny
  - Julio Médem, španělský filmový režisér a scenárista
  - Sergej Sobjanin, moskevský starosta
  - Gaétan Soucy, kanadský spisovatel († 9. července 2013)
- 22. října – Virgil Donati, australský bubeník
- 25. října
  - Phil Daniels, anglický herec
  - Kornelia Enderová, východoněmecká plavkyně, olympijská vítězka
- 27. října – Manu Katché, francouzský jazzový a rockový bubeník
- 29. října – Blažej Baláž, slovenský malíř, grafik
- 31. října – Jeannie Longová, francouzská závodnice v cyklistice, olympijská vítězka
- 1. listopadu
  - Robert Hart, britský rockový zpěvák
  - Madžíd Abdulláh, saúdskoarabský fotbalista
- 14. listopadu – Olivier Marchal, francouzský herec, scenárista, režisér
- 16. listopadu
  - Michael Dubruiel, americký katolický bloger, novinář a spisovatel
  - Marg Helgenberger, americká herečka
  - Neil Turok, jihoafrický fyzik
- 19. listopadu
  - Charlie Kaufman, americký scenárista
  - Stanislav Zvolenský, arcibiskup bratislavský
- 22. listopadu – Jamie Lee Curtis, americká herečka a autorka dětských knih
- 24. listopadu – Alain Chabat, francouzský komik, režisér, scenárista a producent
- 29. listopadu
  - Kim Delaney, americká herečka
  - Chibly Langlois, haitský kardinál
- 1. prosince – Alberto Cova, italský atlet, olympijský vítěz v běhu na 10 000 metrů
- 2. prosince – Ezio Gamba, reprezentant Itálie v judu, olympijský vítěz
- 6. prosince – Nick Park, britský filmový režisér
- 7. prosince – Tim Butler, britský baskytarista
- 9. prosince – Raja Gosnell, americký režisér
- 10. prosince
  - Pepsi Demacque, britská popová zpěvačka
  - Ronald Gamarra, peruánský právník, politik, spisovatel
- 11. prosince
  - Cornelia Funkeová, německá spisovatelka knih pro děti a ilustrátorka
  - Nikki Sixx, americký hudebník, baskytarista, fotograf
- 17. prosince
  - Penelope Houston, americká zpěvačka
  - Mike Mills, baskytarista americké rockové kapely R.E.M.
- 18. prosince – Julia Wolfe, americká hudební skladatelka
- 20. prosince – Acudži Mijahara, japonský zápasník, olympijský vítěz
- 22. prosince – Frank Gambale, australský kytarista
- 25. prosince – Alannah Myles, kanadská zpěvačka a skladatelka
- 26. prosince – Šota Chabareli, reprezentant Sovětského svazu v judu, olympijský vítěz
- 27. prosince – Carl de Keyzer, belgický fotograf
- 29. prosince – Bobby Weaver, americký zápasník, olympijský vítěz
- 30. prosince – Lewis Nash, americký jazzový bubeník
- ? – Amor Hakkar, alžírský režisér

## Úmrtí

### Česko

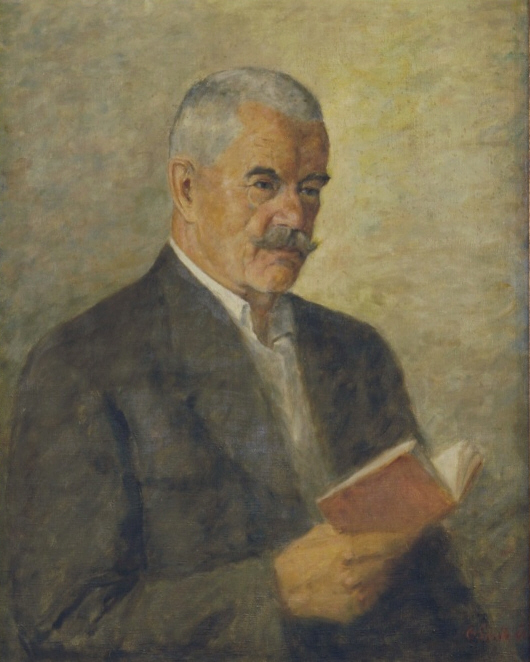
Petr Bezruč († 17. února; spisovatel)

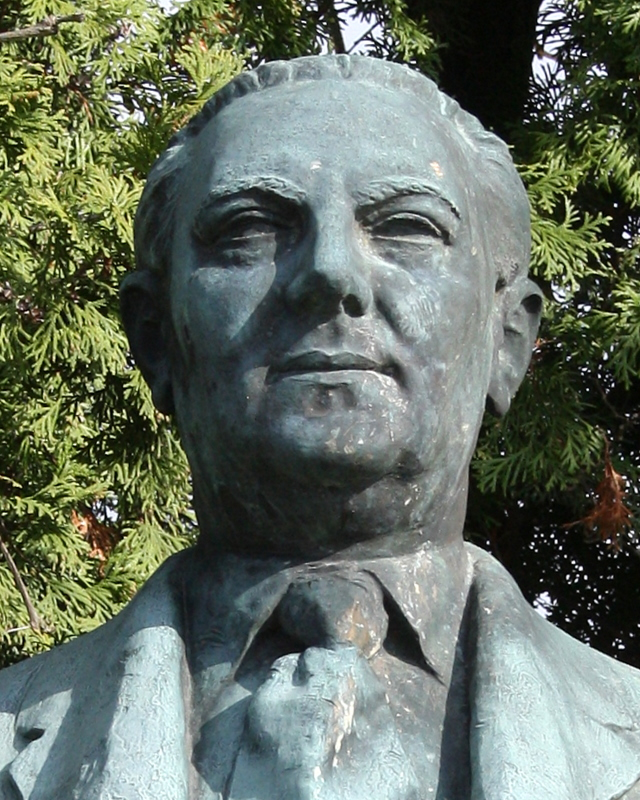
Vítězslav Nezval († 6. dubna; básník)

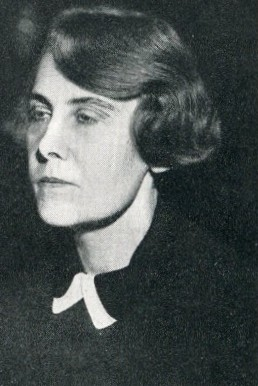
Marie Pujmanová († 19. května; spisovatelka)

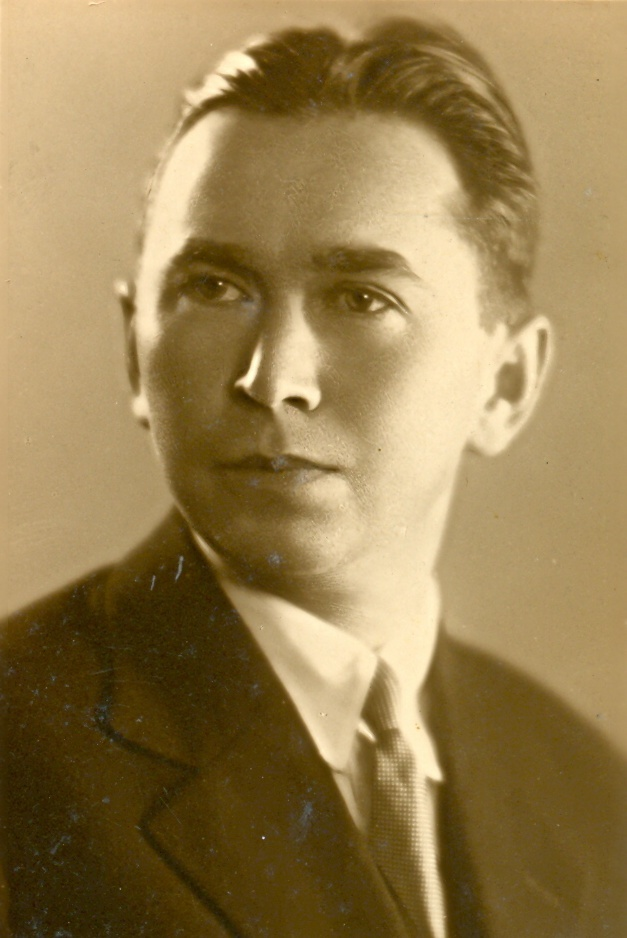
Václav Nejtek († 26. srpna; sochař)

- 02. ledna – Vlastimil Kybal, historik (* 30. května 1880)
- 04. ledna
  - Adolf Ludvík Krejčík, archivář a historik (* 14. června 1877)
  - Lev Sychrava, právník, novinář a politik (* 16. prosince 1887)
- 07. ledna – Hubert Ripka, politik (* 26. července 1895)
- 28. ledna – Josef Rejlek, překladatel (* 28. června 1888)
- 31. ledna – Rudolf Saliger, rektor na technické univerzity ve Vídni (* 1. února 1873)
- 07. února – Tomáš Koutný, československý novinář a politik (* 2. dubna 1879)
- 12. února
  - Petr Bezruč, spisovatel (* 15. září 1867)
  - Josef Kohout, hudební skladatel a pedagog (* 29. října 1895)
- 18. února – Jaroslav Kvapil, klavírista, dirigent, hudební skladatel a pedagog (* 21. dubna 1892)
- 20. února – Viktor Nikodém, malíř, výtvarný kritik a legionář (* 12. února 1885)
- 04. března – František Sekanina, básník, spisovatel a literární kritik (* 14. února 1875)
- 14. března – Artur Pavelka, československý politik (* 28. září 1875)
- 01. dubna – Břetislav Bakala, dirigent a hudební skladatel (* 12. února 1897)
- 04. dubna – Jan Morávek, spisovatel (* 1. května 1888)
- 06. dubna – Vítězslav Nezval, básník (* 26. května 1900)
- 18. dubna – Jan Kolář, profesor mostního stavitelství, rektor ČVUT (* 1. dubna 1868)
- 20. dubna – František Havel, generál (* 23. srpna 1883)
- 24. dubna – František Pospíšil, etnograf a muzejník (* 5. června 1885)
- 01. května – Simeon Vacula, československý politik (* 14. února 1880)
- 06. května – František Černý, houslista a hudební skladatel (* 16. října 1875)
- 08. května – Evžen Čihák, průkopník letectví (* 31. května 1885)
- 19. května – Marie Pujmanová, spisovatelka (* 8. června 1893)
- 23. května – František Kubr, divadelník a organizátor (* 3. prosince 1905)
- 10. června – František Bardon, hermetik a mág (* 1. prosince 1909)
- 12. června – Miloš Čeleda, hudební skladatel (* 24. listopadu 1884)
- 15. června – František Kubač, československý politik a předseda Slovenské národní rady (* 2. prosince 1887)
- 24. června – Jindřich Ferenc, hudební skladatel a básník (* 17. června 1881)
- 25. června – Antonín Balatka, dirigent a skladatel (* 27. října 1895)
- 30. června – František Albert Libra, funkcionalistický architekt a urbanista (* 8. dubna 1891)
- 02. července – Vladimír Sís, novinář, publicista a spisovatel (* 30. června 1889)
- 08. července – Pavel Eisner, překladatel a literární vědec (* 16. ledna 1889)
- 01. srpna – Jaroslav Panuška, malíř (* 3. března 1872)
- 24. srpna – Rudolf Kende, hudební skladatel (* 15. února 1910)
- 26. srpna – Václav Nejtek, sochař (* 23. září 1899)
- 30. srpna – Magda Bílá, sociální pracovnice, spisovatelka, malířka (* 21. května 1879)
- 07. září – Alois Schneiderka, malíř (* 24. prosince 1896)
- 15. září – František Lýdie Gahura, architekt a sochař (* 10. října 1891)
- 20. září – Karel Lím, pedagog a sportovec (* 6. října 1875)
- 26. září – Zdenka Baldová, herečka (* 20. února 1885)
- 09. října – Jan Otakar Martin, herec (* 27. prosince 1888)
- 11. října – Josef Ladislav Erben, cestovatel, prospektor a spisovatel (* 27. června 1888)
- 12. října – Antonín Engel, architekt, urbanista a teoretik architektury (* 4. května 1879)
- 15. října – Maryša Radoňová Šárecká, spisovatelka (* 16. prosince 1890)
- 01. listopadu – Josef Kratochvíl, mineralog, petrolog, geolog a pedagog (* 28. července 1878)
- 08. listopadu – Fráňa Velkoborský, spisovatel a textař (* 6. ledna 1900)
- 27. listopadu – Emanuel Chalupný, právník, sociolog, spisovatel a jazykovědec (* 14. prosince 1879)
- 29. listopadu – Josef Melzer, stavitel varhan (* 6. března 1871)
- 01. prosince – Ferdiš Duša, grafik, malíř a keramik (* 13. ledna 1888)
- 02. prosince
  - Alois Málek, československý ministr lehkého průmyslu (* 15. ledna 1893)
  - Josef Rotnágl, poslanec (* 20. listopadu 1875)
- 05. prosince – Alois Richard Nykl, lingvista (* 13. prosince 1885)
- 17. prosince – Josef Vlasák, římskokatolický kněz (* 26. dubna 1867)
- 27. prosince – Jan Kárník, básník a prozaik (* 19. července 1870)
- 30. prosince – Emanuel Ondříček, houslista, hudební pedagog a skladatel (* 6. prosince 1880)
- 31. prosince – Josef Šolle, bankéř a politik (* 26. srpna 1875)

### Svět

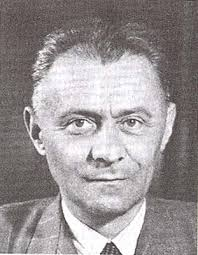
Hubert Ripka († 7. ledna)

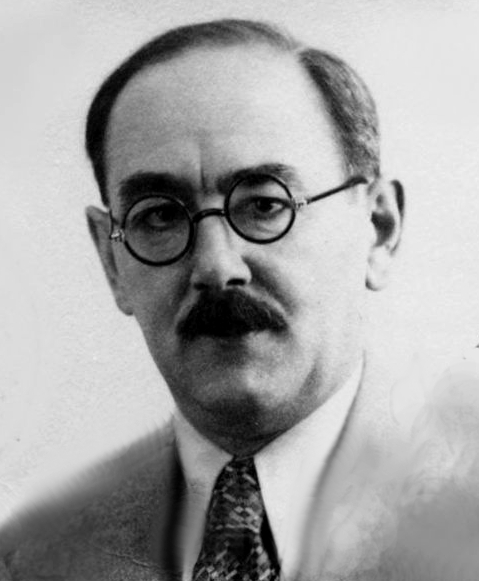
Imre Nagy († 16. června)

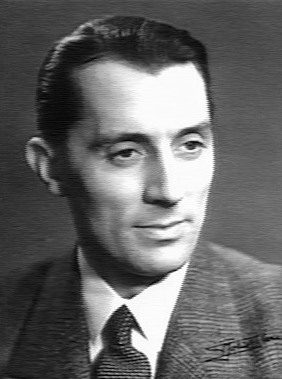
Frédéric Joliot-Curie († 14. srpna)

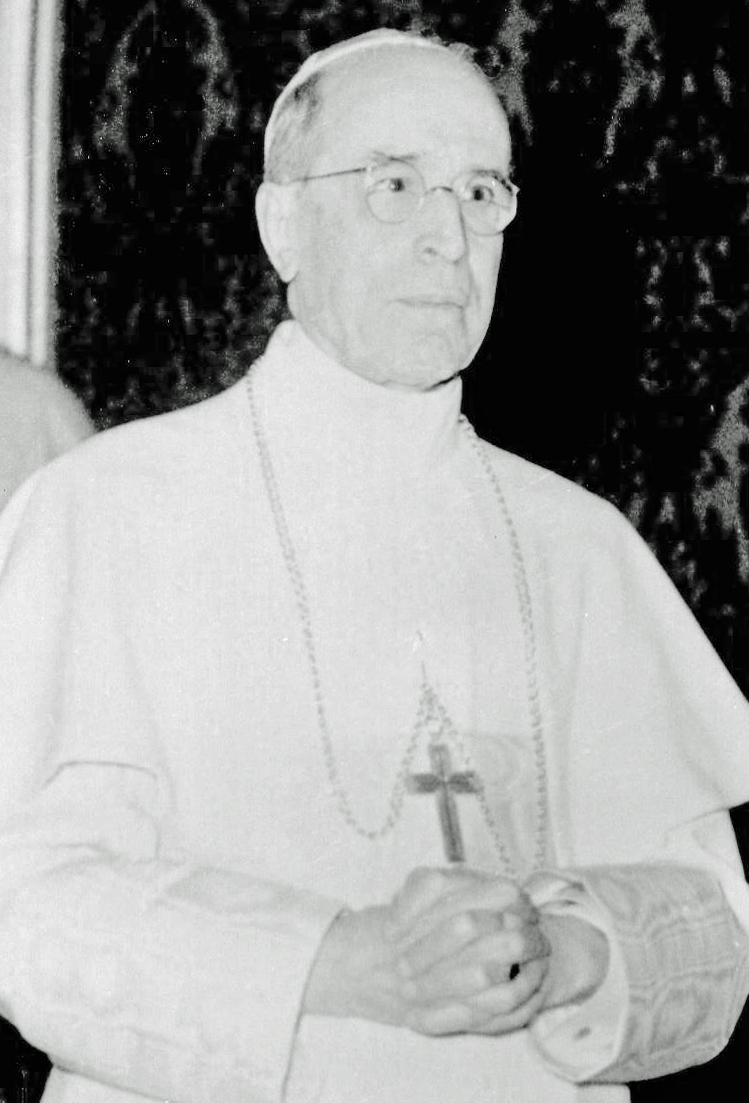
Pius XII. († 9. října)

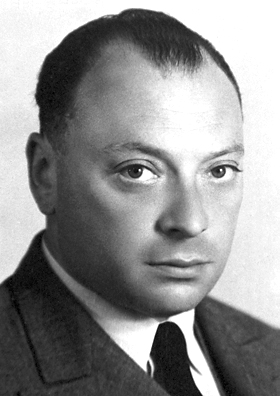
Wolfgang Pauli († 15. prosince)

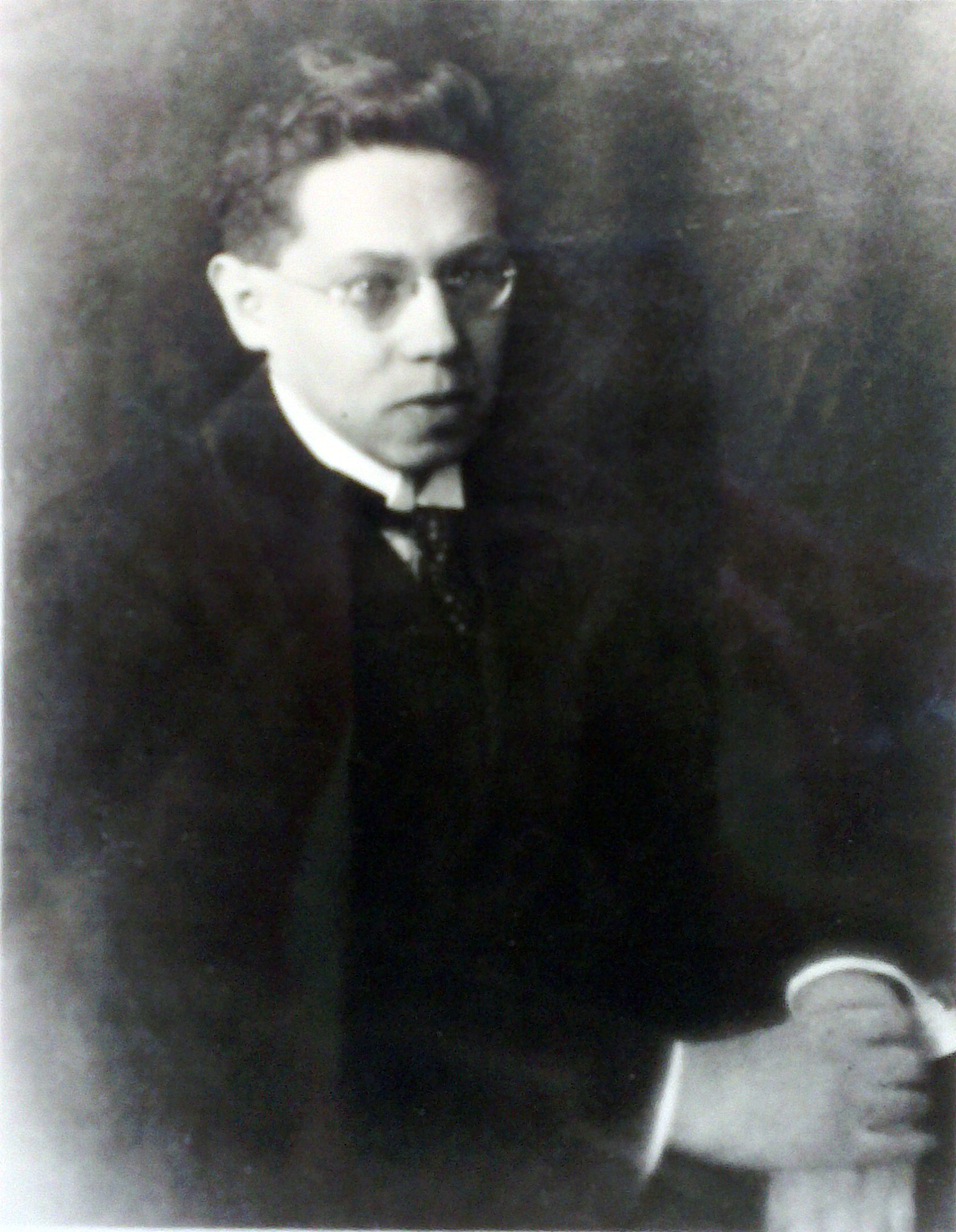
Lion Feuchtwanger († 21. prosince)

- 1. ledna – Edward Weston, americký fotograf (* 24. března 1886)
- 3. ledna – Dunc Munro, kanadský hokejista, zlato na OH 1924 (* 19. ledna 1901)
- 4. ledna – Adelgunda Bavorská, princezna Hohenzollern (* 17. října 1870)
- 7. ledna – Petru Groza, rumunský prezident (* 7. prosince 1884)
- 15. ledna – Jevgenij Lvovič Švarc, ruský dramatik, prozaik, básník, filmový scenárista (* 21. října 1896)
- 28. ledna – John Mitchell Nuttall, anglický fyzik (* 21. června 1890)
- 30. ledna
  - Iser Be'eri, ředitel zpravodajské služby Hagany – Šaj (* 1901)
  - Ernst Heinkel, německý konstruktér a výrobce letadel (* 24. ledna 1888)
- 31. ledna – Rudolf Saliger, rakouský inženýr (* 1. února 1873)
- 1. února – Clinton Joseph Davisson, americký fyzik (* 22. října 1881)
- 3. února – Richard Kaufmann, izraelský architekt a urbanista (* 20. června 1887)
- 4. února
  - Henry Kuttner, americký spisovatel science fiction (* 7. dubna 1915)
  - Stanisław Rospond, polský biskup (* 31. srpna 1877)
- 7. února – Betty MacDonaldová, americká spisovatelka (* 26. března 1908)
- 10. února – Nezihe Muhiddin, turecká novinářka, spisovatelka a politička (* ? 1889)
- 11. února – Ernest Jones, britský neurolog a psychoanalytik (* 1. ledna 1879)
- 13. února
  - František Viktor Podolay, slovenský malíř a grafik (* 27. května 1905)
  - Christabel Pankhurst, britská sufražetka (* 22. září 1880)
  - Georges Rouault, francouzský malíř a grafik (* 27. května 1871)
- 22. února – Henryk Arctowski, polský geograf, geofyzik, geolog a cestovatel (* 15. července 1871)
- 1. března – Malki'el Gruenwald, izraelský hoteliér a amatérský novinář (* 1881)
- 3. března – Ivan Krasko, slovenský básník, prozaik a překladatel (* 12. července 1876)
- 11. března – Ingeborg Dánská, dánská princezna (* 2. srpna 1878)
- 12. března – Adolf Záturecký, slovenský právník, místopředseda Ústavního soudu Československa (* 22. června 1884)
- 17. března – John Pius Boland, irský politik a tenista (* 16. září 1870)
- 21. března – Paul Rivet, francouzský etnolog (* 7. května 1876)
- 23. března – Florian Znaniecki, polský sociolog a filozof (* 15. ledna 1882)
- 29. března – Rajko Nahtigal, slovinský filolog (* 14. dubna 1877)
- 4. dubna
  - Jan Nehera, prostějovský podnikatel (* 1899)
  - Jens Ferdinand Willumsen, dánský výtvarný umělec (* 7. září 1863)
- 5. dubna – Isidora Sekulić, srbská spisovatelka (* 16. února 1877)
- 16. dubna – Rosalind Franklinová, anglická biofyzička, chemička a bioložka (* 25. července 1920)
- 18. dubna – Maurice Gamelin, francouzský generál (* 20. září 1872)
- 19. dubna – Ernst Robert Curtius, německý literární historik a romanista (* 14. dubna 1886)
- 1. května – Oscar Torp, norský politik (* 8. června 1893)
- 2. května – Alfred Weber, německý národohospodář, sociolog a filosof (* 30. července 1868)
- 5. května – Douglas Clifton Brown, britský politik (* 16. srpna 1879)
- 12. května – Paul Reinecke, německý archeolog (* 25. září 1872)
- 19. května – Ronald Colman, britský herec (* 9. února 1891)
- 22. května
  - Madelon Székely-Lulofsová, nizozemská spisovatelka (* 24. června 1899)
  - Michail Zoščenko, ruský spisovatel, satirik a dramatik (* 10. srpna 1894)
- 28. května – Mikuláš Schneider-Trnavský, slovenský hudební skladatel, dirigent a hudební pedagog (* 24. května 1881)
- 29. května – Juan Ramón Jiménez, španělský básník (* 24. prosince 1881)
- 8. června – Eduard Outrata, československý ekonom, ministr exilové vlády (* 7. března 1898)
- 9. června – Robert Donat, britský herec (* 18. března 1905)
- 13. června – Moisej Salomonovič Nappelbaum, ruský fotograf (* 6. prosince 1869)
- 16. června – Imre Nagy, maďarský reformní politik a premiér (* 7. června 1896)
- 20. června – Kurt Alder, německý chemik, nositel Nobelovy ceny (* 10. července 1902)
- 25. června
  - George Orton, kanadský olympijský vítěz na 3000 metrů překážek (* 10. ledna 1873)
  - Alfred Noyes, anglický básník (* 16. září 1880)
- 6. července – Art Bisch, americký automobilový závodník (* 10. listopadu 1926)
- 14. července – Fajsal II., irácký král (* 2. května 1935)
- 18. července – Kazimierz Fabrycy, polský generál za druhé světové války (* 3. března 1888)
- 22. července – Michail Zoščenko, ruský spisovatel, satirik a dramatik (* 10. srpna 1895)
- 5. srpna – Carl Westergren, švédský zápasník, olympijský vítěz (* 13. října 1895)
- 14. srpna – Frédéric Joliot-Curie, francouzský fyzik (* 19. března 1900)
- 15. srpna – Big Bill Broonzy, americký bluesový zpěvák, kytarista a hudební skladatel (* 26. června 1898)
- 17. srpna – John Marshall, britský archeolog (* 19. března 1876)
- 23. srpna – Roger Martin du Gard, francouzský prozaik a dramatik (* 23. března 1881)
- 24. srpna – Inge Stollová, německá motocyklová sportovkyně (* 11. února 1930)
- 25. srpna – John Watson, americký psycholog (* 9. ledna 1878)
- 26. srpna – Ralph Vaughan Williams, anglický hudební skladatel (* 12. října 1872)
- 27. srpna – Ernest Orlando Lawrence, americký fyzik (* 8. srpna 1901)
- 30. srpna – Alexander Albrecht, slovenský hudební skladatel (* 12. srpna 1885)
- 3. září – Norman Kemp Smith, skotský filozof (* 1872)
- 11. září – Hans Grundig, německý malíř a grafický designér (* 19. února 1901)
- 17. září
  - Herbie Fields, americký jazzový a swingový saxofonista a klarinetista (* 24. května 1919)
  - Avraham Aba'as, izraelský politik (* 1912)
- 18. září – Antonín Remeš, československý politik (* 18. prosince 1876)
- 4. dubna – Jan Nehera, prostějovský podnikatel (* 1899)
- 19. září – Rudolf Rocker, německý anarchosyndikalistický spisovatel a aktivista (* 25. března 1873)
- 25. září – Viktor Schauberger, rakouský myslivec, přírodovědec, vynálezce a filozof (* 30. června 1885)
- 26. září – Kazimierz Nitsch, polský jazykovědec (* 2. února 1874)
- 2. října – Marie Stopesová, britská paleobotanička, bojovnice za ženská práva a propagátorka antikoncepce (* 15. října 1880)
- 3. října – George Bell, anglikánský teolog a duchovní (* 4. února 1883)
- 4. října – Albert von Beckh, německý generál(* 5. února 1870)
- 8. října – Ran Bosilek, bulharský básník, překladatel a spisovatel (* 26. října 1886)
- 9. října – Pius XII., papež (* 2. března 1876)
- 11. října
  - Johannes Robert Becher, německý politik a básník (* 22. května 1891)
  - Maurice de Vlaminck, francouzský malíř (* 4. dubna 1876)
- 24. října – George Edward Moore, anglický filozof (* 4. listopadu 1873)
- 26. října – Ladislav Hudec, slovenský-maďarský architekt (* 8. ledna 1893)
- 27. října
  - Gustav Gräser, rakousko-německý malíř a básník (* 16. února 1879)
  - Josef Klausner, rusko-izraelský historik (* 20. srpna 1874)
- 3. listopadu – Pierre-Henri Cami, francouzský dramatik a humorista (* 20. června 1884)
- 17. listopadu – Jutaka Tanijama, japonský matematik (* 12. listopadu 1927)
- 24. listopadu – Robert Cecil, britský politik a diplomat (* 14. září 1864)
- 27. listopadu – Walter Pach, americký historik umění (* 11. července 1883)
- 3. prosince – Sergej Nikolajevič Sergejev-Censkij, ruský spisovatel, dramatik a básník (* 18. září 1875)
- 4. prosince – Emilie Demant Hattová, dánská spisovatelka a etnoložka (* 21. ledna 1873)
- 6. prosince – Avraham Chajim Šag, izraelský politik (* 1887)
- 10. prosince – Ľudovít Bazovský, slovenský politik (* 22. července 1872)
- 11. prosince – Hana Gregorová, slovenská spisovatelka (* 30. ledna 1885)
- 12. prosince – Milutin Milanković, srbský geofyzik (* 28. května 1879)
- 15. prosince – Wolfgang Pauli, švýcarský fyzik (* 25. dubna 1879)
- 21. prosince – Lion Feuchtwanger, německý spisovatel (* 7. července 1884)

## Hlavy států
- Československo – Antonín Novotný (1957–1968) (premiér Viliam Široký 1953–1963)
- Čína – Mao Ce-tung (1949–1976)
- Dánsko – Frederik IX. (1947–1972)
- Egypt – Gamál Násir (1956–1970)
- Francie – René Coty (1954–1959)
- Itálie – Giovanni Gronchi (1955–1962)
- Japonsko – Hirohito (1926–1989)
- Maďarsko – István Dobi (1952–1967)
- Německá demokratická republika – Wilhelm Pieck (1949–1960)
- Nizozemsko – Juliána Nizozemská (1948–1980)
- Rakousko – Adolf Schärf (1957–1965) (kancléř Julius Raab 1953–1961)
- Řecko – Pavel I. (1947–1964)
- Sovětský svaz – Nikita Sergejevič Chruščov (1953–1964)
- Spojené království – Alžběta II. (1952–2022) (premiér Harold Macmillan 1957–1963)
- Spolková republika Německo – Theodor Heuss (1949–1959) (kancléř Konrad Adenauer 1949–1963)
- Španělsko – Francisco Franco (1939–1975)
- Švédsko – Gustav VI. Adolf (1950–1973)
- Turecko – Celâl Bayar (1950–1960)
- USA – Dwight D. Eisenhower (1953–1961)
- Vatikán – Pius XII. (1939–1958) / Jan XXIII. (1958–1963)

### Digitální archivy k roku 1958
- Československý filmový týdeník v archivu České televize – rok 1958
- Dokumentární cyklus České televize Retro – rok 1958
- Pořad stanice Český rozhlas 6 Rok po roce – rok 1958
- Rudé právo v archivu Ústavu pro českou literaturu – ročník 38 rok 1958